# 아크 코윤루
아크 코윤루, 또는 백양 왕조(白羊王朝)는 1378년부터 1501년까지 존속했던 페르시아화된 수니파 튀르크멘 부족 연맹체이다.
1378년 초대 군주인 카라 율룩 오스만 베그에 의해 건국된 이래로, 이들은 오늘날의 디야르바크르에 거점을 두고 1467년까지 아나톨리아 동남부를 지배했다. 9대 군주인 우준 하산 시기에 전성기를 맞이하여, 아르메니아·아제르바이잔·이란·이라크·오만·호르무즈 등을 정복함으로써 서아시아의 패권국으로 떠올랐다.
그러나 우준 하산 사후에는 거듭되는 왕위 계승 분쟁으로 인해 급격히 쇠퇴하였고, 결국 1503년 사파비 제국의 초대 샤 이스마일 1세에게 정복당하면서 멸망했다.

## 역사

### 어원
문자 그대로 "흰 양을 가진 사람들"을 의미하는 아크 코윤루라는 이름은 14세기 후반의 사료에서 처음으로 언급되었다. 처음에 학자들은 이 이름이 전통적인 토템 동물을 의미한다고 추정했지만, 라시드 앗 딘 하마다니에 따르면 튀르크인들은 토템 동물의 고기를 먹는 것이 금지되어 있었으며, 유목민들의 식단에서 양고기가 가지는 중요성을 고려해 볼때 이러한 가설은 틀린 것으로 결론이 났다. 또 다른 가설은 그 이름이 그들 무리의 주된 색깔을 가리킨다는 것이다.

### 기원과 초기 역사
백양 왕조를 구성하는 튀르크멘 부족들 중 가장 지배적이었던 바얀두르족은, 본래 중앙아시아에서 키메크-킵차크 연맹을 구성했던 7개의 부족 중 하나였으나, 연맹이 붕괴되자 오구즈 튀르크에 합류했다. 이들이 언제 소아시아 일대로 유입되었는지는 아직까지도 불명이지만, 아마도 11~12세기 경 셀주크 제국이 팽창할 무렵에 다른 튀르크멘 부족들과 함께 중앙아시아에서 이주해 온 것으로 추정된다.
비잔티움 제국의 연대기에 따르면, 바얀두르족은 적어도 1340년대부터 폰토스 산맥 남부의 바이부르트 지역에서 처음으로 목격되었다고 한다. 이 연대기에서, 그들의 수령인 투르 알리 베그는 일 칸국의 가잔 칸 아래에서 아미르 지위를 획득한 "아미다 (디야르바크르)의 튀르크인 영주"로 언급되었다.
바얀두르족은 투르 알리 베그의 지도 아래 그리스계 트레비존드 제국을 약탈, 그 수도인 트라브존을 포위하면서 위세를 떨쳤다. 이에 트레비존드 황제 알렉시오스 3세는 이들과의 관계 개선과 함께 자신의 입지 강화를 위해서, 그의 누이 마리아와 투르 알리 베그의 아들 파크르 앗 딘과의 결혼을 추진했다.
14세기 중반 일 칸국 시대가 끝날 무렵, 이 지역의 튀르크멘 부족들은 여름에는 티그리스 강 상류 아르메니아의 목초지에서 생활하다가, 겨울에는 남쪽의 튀르키예 북동부(디야르바크르, 시바스)로 이동하였다.
1378년, 당시 바얀두르족의 수령 카라 율룩 오스만의 주도로 여러 튀르크멘 부족들이 결집하여 백양 왕조(아크 코윤루 연맹)을 건국했다. 그는 자신에게 대항하는 주변 세력들을 격파하는 동시에 인근의 대도시인 에르진잔 공격에 나섰으나, 술레이만 첼레비 휘하의 오스만 제국 군대가 진군하자 철수하였다.

### 소규모 연맹
14세기 후반, 칭기즈 칸의 먼 후손이자 튀르크-몽골계 정복군주인 티무르가 당대의 패자로 부상했다. 이때 백양 왕조는 티무르의 동부 아나톨리아 원정에 적극적으로 협력했으며,  앙카라 전투에서 오스만 제국군을 상대로 분전하였다.
티무르는 이에 대한 보답으로 1402년, 카라 율룩 오스만에게 디야르바크르 일대를 할양해 주었다. 그 덕분에 백양 왕조는 이 지역을 중심으로 공식적인 세력을 확립할 수 있었다. 이후 1405년에 티무르가 사망하자, 카라 율룩 오스만은 남동부 아나톨리아를 장악하고 1407년에는 맘루크 술탄국의 침공을 성공적으로 격퇴함으로써 소아시아에서의 백양 왕조의 세력을 공고히 했다.

15세기 초 카라 코윤루의 영토

그러나 또 다른 튀르크멘계 부족 연맹체였던 흑양 왕조(카라 코윤루)의 세력이 급격히 팽창함에 따라, 15세기 초부터 백양 왕조는 그들과 경쟁하게 되었다. 특히 흑양 조의 군주 카라 유수프는 티무르 제국의 아제르바이잔 방면 군대를 수 차례 물리치는 한편, 티무르의 삼남 미란 샤를 사르드루드 전투에서 패사시키면서 서부 이란과 이라크 북동부에 걸친 영토를 확보하였다. 이후 그는 1409년과 1410년에 티무르 제국의 봉신국인 아르투크 왕조와 잘라이르 왕조를 각각 침공, 아나톨리아 동부와 메소포타미아를 합병함으로써 티무르의 서아시아 정복을 무위로 돌렸다.
흑양 조의 팽창에 위협을 느낀 카라 율룩 오스만은 카라 유수프를 공격하였으나 1412·1417년에 그에게 잇달아 패배하였으며, 1418년의 마르딘 침공은 실패로 돌아갔다. 오스만은 1421년에 마르딘을 재차 침공하였지만 카라 유수프의 아들인 카라 이스칸다르에게 다시 패배당했다. 1429년에는 맘루크 술탄국이 아크 코윤루를 침공하여 우르파와 그 일대를 약탈, 오스만의 아들 중 하나인 하빌 베그를 사로잡아 이듬해 처형했다. 1430년, 맘루크의 제 39대 술탄인 사이프 앗 딘 바르스베이가 디야르바크르로 진군했다. 5년 뒤인 1435년 늦여름, 오스만은 티무르 제국의 지원을 받아 에르주룸 부근에서 카라 이스칸다르에게 매복 공격을 시도하였으나 실패하고 곧 사망하였다.

### 우준 하산

#### 통치
그러나 흑양 왕조는 1420년 카라 유수프가 사망한 후 그의 아들들이 서로 경쟁하면서 분열되었기 때문에, 약화된 아크 코윤루에 대해 더이상의 신경을 쓸 수가 없었다. 또한 티무르 제국의 2대 군주인 샤 루흐가 1420·1429·1434년 약 세 차례의 원정을 감행, 카라 이스칸다르를 수 차례 패배시키는 한편 카라 유수프의 또 다른 아들 자한 샤를 흑양 왕조의 새로운 군주로 임명하면서 분열이 더욱 심화되었다. 1436년 경, 카라 이스칸다르는 자한 샤를 공격하였으나 오히려  그에게 패한 후 곧 살해당했다. 이후 흑양 조는 자한 샤가 통치하는 타브리즈와 이스칸다르의 아들들이 통치하는 바그다드의 두 정권으로 나뉘어졌다.
이러한 공백기를 틈타, 아크 코윤루는 알리 베그과 함자 베그를 거치면서 이전의 피해를 회복하고 세력을 다시 확장할 수 있었다. 특히 7대 군주인 함자는 1437년에 바그다드 흑양 조의 이스펜드 빈 유수프가 이끄는 침공군을 격파하면서 백양 왕조의 세력이 건재함을 과시했다. 함자 사후, 백양 왕조의 왕위는 알리 베그의 아들 자한기르에게로 넘어갔다. 한편 분열되었던 흑양 왕조는 1446년 자한 샤가 조카 알반드 미르자가 통치하고 있던 바그다드를 함락시키면서 통일되었다.
1447년, 자신이 모술 총독으로 강등된 것에 대해 불만을 품고 있던 알반드 미르자는 자한 샤에게 반기를 들고는 백양 왕조로 망명하였다. 자한 샤는 자한기르에게 그를 반환할 것을 요청했지만, 자한기르는 이 명령을 거부했고, 곧 흑양 왕조의 대대적인 침공이 이어졌다. 자한 샤는 에르진잔을 단숨에 점령한 후 휘하 사령관 루스탐을 디야르바크르로 보냈다.
결국 자한기르는 백양 왕조가 흑양 왕조에게 복속할 뿐만 아니라, 자신의 딸을 자한 샤의 3남 미르자 무함마드와 결혼시켜야 한다는 굴욕적인 조약에 동의해야 했다. 이에 자한기르의 동생인 우준 하산이 형의 나약함을 비난하며 쿠데타를 일으켰고, 얼마 지나지 않아 디야르바크르를 점령했다. 자한기르는 동생에 의해 백양 조에서 축출되어 카라 코윤루로 망명했다.
1452년, 다른 경쟁자들을 누르고 권력을 확고히 장악한 우준 하산은 백양 왕조의 9대 군주로 즉위하였다. 그는 즉위 초부터 자한 샤와 명백히 대립하겠다는 의사를 드러냈기 때문에, 흑양 왕조에게 대항하는 주변의 세력들과 인척 관계를 맺어 동맹을 늘리고자 하였다. 이때 백양 왕조에게 협력한 대표적인 세력 중 하나가 바로 아르다빌을 근거지로 하던 시아파 수피즘 종교집단인 사파비야이다. 우준 하산은 당시 사파비야의 수장인 셰이흐 주나이드와 자신의 여동생 카디자를 결혼시켰고, 다시 그 사이에서 태어난 셰이흐 하이다르와 자신의 딸인 카툰을 결혼시키면서 끈끈한 동맹을 맺었다.
한편 사파비야 외에도 하산은 모스크바 대공국, 부르고뉴 공국, 폴란드 왕국, 맘루크 술탄국, 그리고 아나톨리아 중남부의 카라만 공국과도 외교 관계를 체결했다. 또한 자신의 처가인 트레비존드 제국을 돕지 않는 대가로 오스만 제국과 화친을 맺으면서 배후를 안정시켰으며, 1457년 5월에는 티그리스 강 인근에서 흑양 왕조의 군대를 격파하기도 하였다.

#### 카라 코윤루 정복
우준 하산의 이러한 행보에 위기 의식을 느낀 자한 샤는 그와 맞서고자 하였으나, 1452년 이스파한, 1458년에는 헤라트를 일시적으로 점령하는 등 티무르 제국에 대한 원정에 총력을 기울이느라 후방의 백양 조에 큰 신경을 쓰지 못하였다. 1458년 말, 마침내 우준 하산과 대결하기로 결심한 자한 샤는 티무르 제국의 아부 사이드 미르자와 급히 강화를 맺고 회군하였다. 하지만 하산과 맞설 겨를도 없이, 그는 장남 피르부다그와 차남 하산 알리의 반란에 대처하느라 시간을 허비해야 했다.
1464년, 피르부다그를 처형하며 내부를 안정시킨 자한 샤는 군대를 소집하여 백양 조와 대결할 준비를 시작했다. 하산 또한 약 1만의 군대를 모아 조지아 왕국과 주변 지역들을 약탈하면서 힘을 비축했다.
1466년 5월 16일, 자한 샤는 대군을 이끌고 타브리즈에서 출정, 백양 왕조로 곧장 진격했다. 상대적으로 병력이 열세였던 우준 하산은 자한 샤와 무리하게 전면전을 펼치기보다, 그를 계속 자극함과 동시에 협상 요구를 통해 시간을 끌면서 후퇴하는 전술을 사용했다. 우준 하산의 계략에 휘말린 자한 샤와 흑양 조 군대는 약 1년 동안 동부 아나톨리아의 산지에서 백양 조 군대와의 추격전을 계속했다. 겨울이 닥쳐오자 원정군 내에서의 불만이 고조되었고, 때문에 자한 샤는 급히 후퇴하게 되었다. 사기가 저하된 채로 적군이 무질서하게 후퇴하자, 이 틈을 노린 우준 하산은 후방을 갑작스럽게 기습했다. 차팍추르(오늘날 튀르키예 빙괼)에서 벌어진 전투에서, 지치고 굶주렸던 흑양 조 군대는 완전히 궤멸되었으며 자한 샤 역시 도주하다가 전사하였다.
전성기를 이끌던 자한 샤가 사망하자 서아시아에서의 흑양 조의 패권은 곧바로 무너져내렸다. 자한 샤의 차남 하산 알리가 흑양 왕조의 군주가 되었지만, 그도 우준 하산의 장남인 우글루 무함마드에게 패한 후 하마단에서 처형당하면서 카라 코윤루는 완전히 멸망했다. 이후 백양 왕조는 흑양 왕조의 영토를 그대로 집어삼키면서 아제르바이잔, 메소포타미아, 그리고 페르시아 대부분을 지배하는 대제국으로 발전했다.

#### 티무르 제국 격퇴

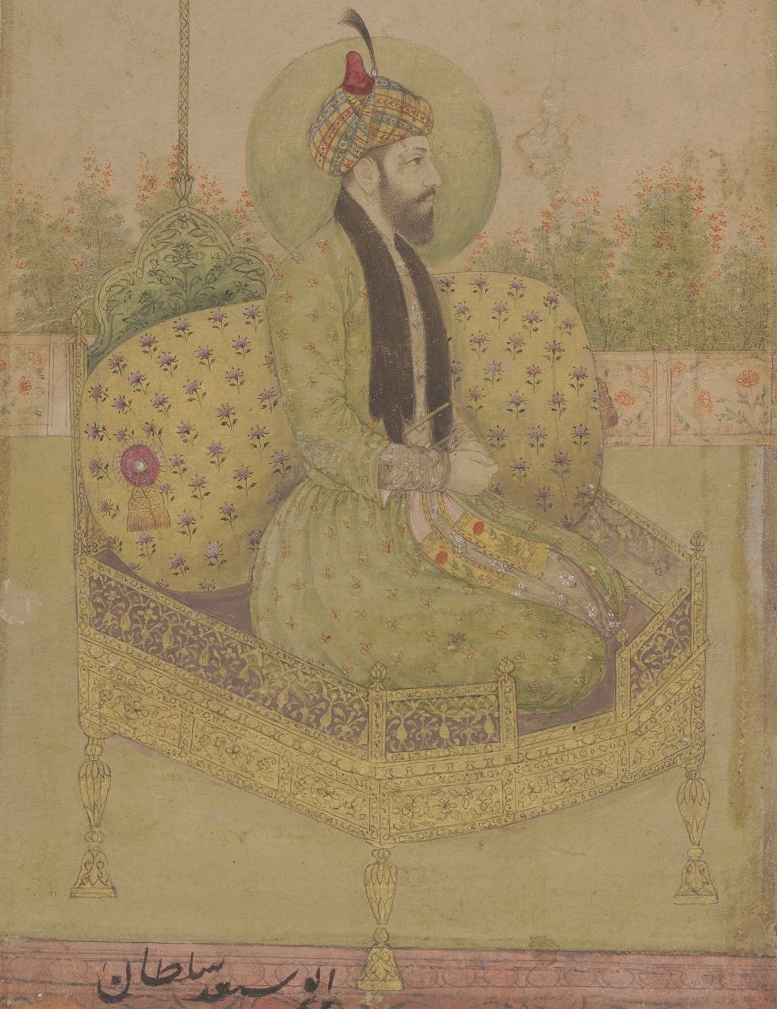
아부 사이드의 초상화

한편 1458년의 협상 이후 자한 샤와 자주 서신을 교환하던 티무르 제국의 아부 사이드 미르자는 자한 샤가 우준 하산에게 패하고 전사했다는 소식을 접하게 되었다. 얼마 후인 1468년, 아부 사이드는 하산 알리가 보낸 구원 요청을 수락했다. 이후 하산 알리가 사망하자, 아부 사이드는 자한 샤의 넷째 아들 미르자 유수프를 흑양 왕조의 군주로 내세우면서 메르브에서 출정하였다.
이에 우준 하산은 건국자인 카라 율룩 오스만 때부터 백양 왕조가 티무르 제국의 봉신임을 강조하면서, 이제까지의 충성심을 유지하겠다며 아부 사이드에게 평화를 촉구하는 편지를 보냈다. 하지만 아부 사이드는 우준 하산의 요청이 진심이 아닐 것이라 판단하였으며, 그의 증조부 티무르의 영광을 다시 한번 재현하여 중앙아시아에서 동부 아나톨리아에 걸친 티무르 제국의 전성기를 부활시키려는 야망이 있었기 때문에 이를 거절했다. 또한 그는 우준 하산의 지속적인 우호 관계 유지 서신을 무시하고 티무르의 후손인 자신에게 직접 와서 복속하라는 무리한 요구만을 반복하였다.
전쟁이 불가피하다고 판단한 우준 하산은 자한 샤 때와 마찬가지로 정면 대결을 철저히 피하는 한편, 협상 요구를 통해 시간을 끌면서 적들을 동부 아나톨리아의 험준한 산지로 유인하였다.
아부 사이드의 대군은 아제르바이잔 일대의 혹독한 겨울로 인해 어려움을 겪고 있는 상황에서, 약 1931km에 달하는 호라산 보급로마저 백양 조에게 위협을 받으면서 상황이 점점 악화되었다. 시르반으로부터 오는 식량 수송 선박과 빠르게 지원군이 올 수 있는 모든 경로들이 차단되었다. 식량, 방한복 및 동물들의 고갈, 여기에 더해진 간헐적인 기습 공격은 아부 사이드 진영의 사기를 현저하게 감소시켰다.
물자가 부족한 채로 아르다빌을 거쳐 무간 평원에 진입한 아부 사이드의 군대는 적과 만나기도 전에 지쳐버렸다. 우준 하산은 아들들에게 정예 기병대를 주며 그들을 추격하게 하였고, 카라바흐에서 따라잡힌 아부 사이드는 대패하고 포로로 잡혔다.(카라바흐 전투)
3일 후, 하산은 아부 사이드를 자신의 동맹이자 티무르 제국의 왕족인 야드가르 무함마드에게 넘겨주었다. 아부 사이드가 자신의 증조할머니 가우하르 샤드를 처형한 것에 대해 증오심을 품고 있었던 야드가르는 1469년 2월 8일 경 그를 참수하거나, 또는 독살했다.

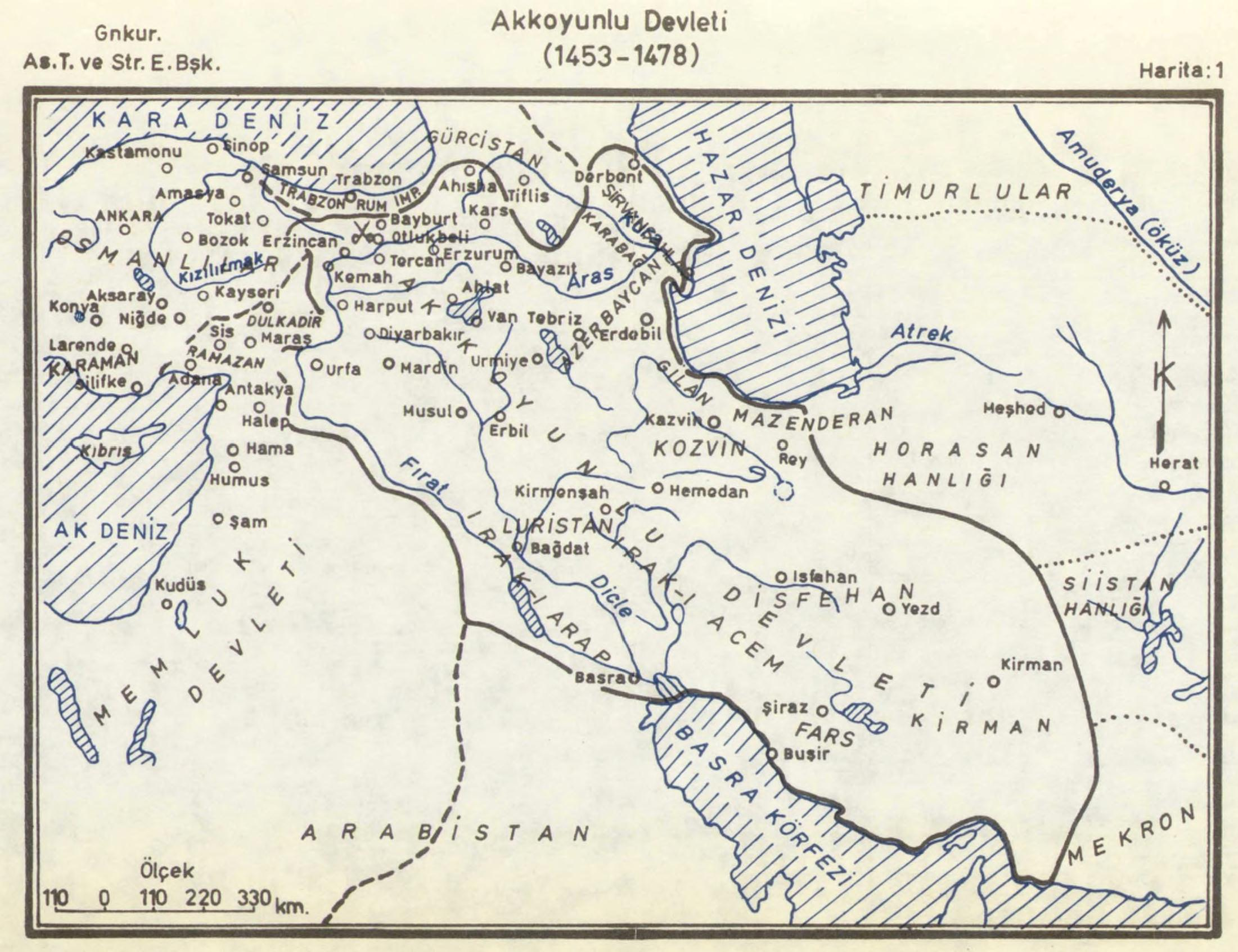
카라바흐 전투 이후 아크 코윤루의 영토

그뒤 하산은 동쪽 국경을 안정시킬 목적으로, 야드가르에게 군대를 주어 티무르 제국의 수도 헤라트로 진격하게 했다. 하지만 그해 9월, 헤라트의 술탄 후세인 바이카라는 야드가르 무함마드를 체나란 전투에서 격파했다. 그러자 하산은 자신의 두 아들과 또 다른 정예병을 파견함과 동시에 후세인의 동맹인 카라 코윤루의 미르자 유수프를 사로잡아 처형했다. 백양 조 - 야드가르 연합군은 이듬해 7월, 헤라트에서 후세인을 축출하며 목표를 달성하였다. 그러나 후세인은 8월 말에 도시를 수복하였고, 야드가르를 사로잡아 처형하는 한편 혼란을 틈타 호라산으로 치고 들어오는 아부 사이드의 아들들에게 패배를 안겨주었다.
후세인은 페르시아 동부의 루트 사막을 경계로 아크 코윤루와 휴전을 맺었다. 우준 하산이 서쪽의 오스만 제국을 주시하고 있었기에 이 휴전은 준수될 수 있었다. 이를 통해 아크 코윤루는 호라산과 시스탄을 제외한 페르시아 영토 대부분을 획득하면서 서아시아와 중동 지역의 패권을 차지할 수 있었다.

#### 대오스만 전쟁: 오틀루크벨리 전투

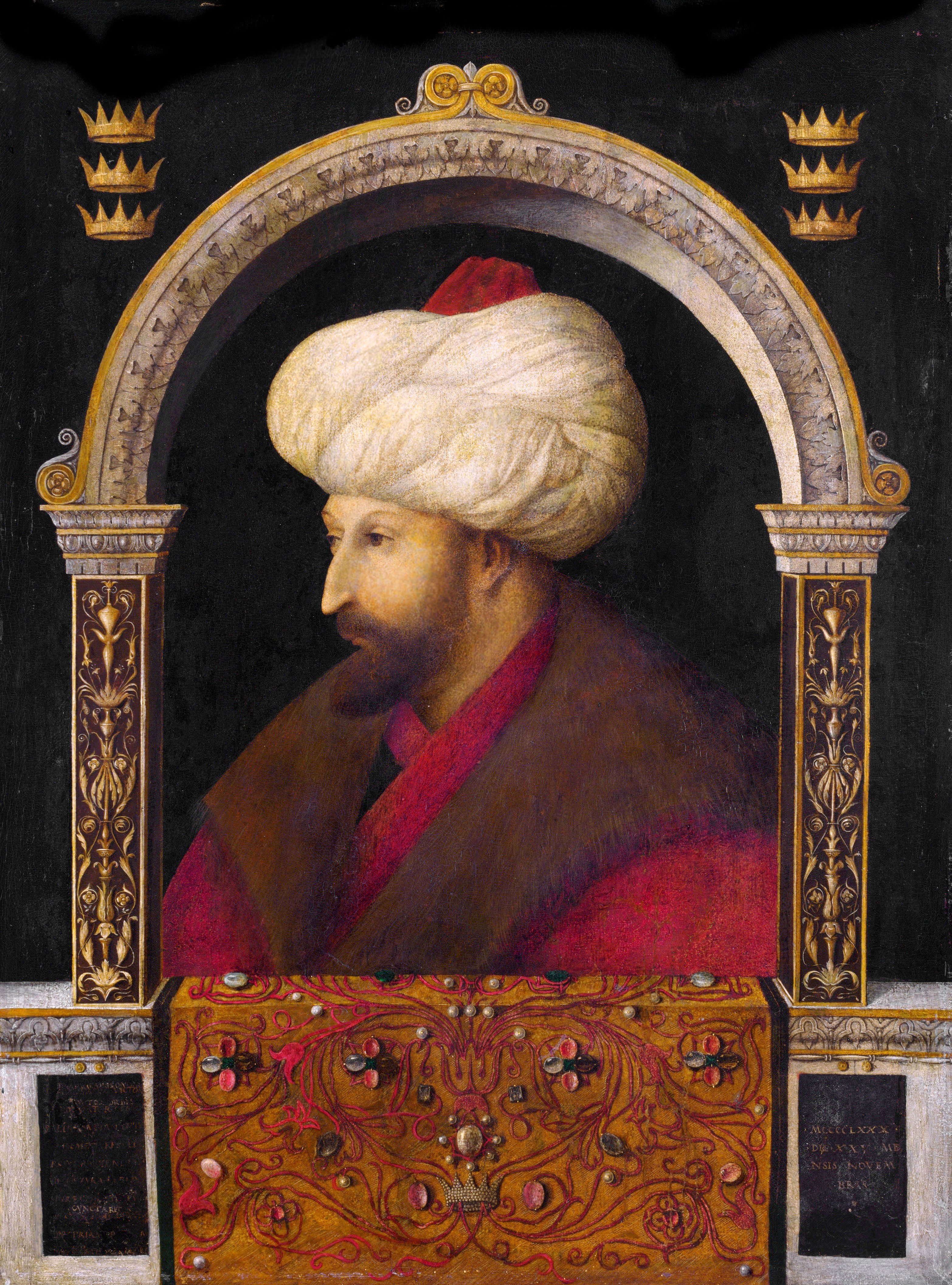
메흐메트 2세의 초상화

1463년, 베네치아 공화국의 사절단이 우준 하산에게 도착하였다. 이 사절단은 오스만-베네치아 전쟁에서 백양 왕조와 대오스만 동맹을 맺기 위해 파견된 것이었다. 당시 흑양 왕조와 대립하던 우준 하산은 제안을 거절하였으나 답례로 자신의 사절단을 베네치아에 보내며 동맹의 여지를 남겨두었다. 이후 1741년 베네치아가 재차 사절을 파견하며 동맹을 제안하자, 우준 하산은 이를 흔쾌히 수락했다. 한편 하산은 로도스 기사단, 키프로스 왕국, 알라니아의 베이와도 동맹을 맺으면서 오스만 제국을 견제하고자 했다.
동맹을 통한 간접적인 견제와 별개로, 우준 하산은 카라만 공국의 내전에 개입하면서 오스만 제국과 신경전을 벌이고 있었다. 1464년 카라만 공국의 이브라힘 베이가 사망한 이후, 장남 이샤크와 차남 피르 아흐메트 간에 왕위를 두고 분쟁이 일어났던 것이다. 이에 하산은 전자를, 오스만 측은 후자를 지지했다. 이후 오스만의 지원을 받은 피르 아흐메트가 승리하여 왕위에 올랐지만, 그는 오스만에 할양했던 영토 일부를 다시 침공하여 되찾아갔다. 이에 당시 오스만의 술탄인 메흐메트 2세는 1466년 카라만과 콘야 등 카라만 공국의 주요 도시를 점령하였다. 남은 해안 영토마저 오스만의 게딕 파샤에 의해 정복되자, 피르 아흐메트와 동생 카심은 1471년 백양 왕조로 피신하였다. 그들은 하산을 설득하여 군대를 얻은 후 진격하여 콘야를 수복, 일시적으로 카라만 왕조를 복원하였다.
1471년 말엽, 우준 하산은 오스만 제국이 네그로폰테 공방전 등 그리스 문제에 신경쓰는 틈을 타 아나톨리아로 진군하여 오스만군을 에르진잔에서 격파, 여세를 몰아 토카트를 함락시켰으며 아나톨리아 남서부의 아크셰히르까지 진군한 후 귀환하였다. 1472년에는 재차 조지아 왕국을 침공하여 수도 트빌리시를 점령, 조지아 왕 바그라트 6세에게 막대한 공물을 받고 그와 봉신 서약을 체결하였다.
상황의 심각성을 인지한 메흐메트 2세는, 본격적인 유럽 진격에 앞서 제국 동부의 위협을 제거하기 위해 백양 왕조와 맞붙기로 결심하였다. 1473년 8월 1일, 메흐메트 2세와 우준 하산은 말라티야 인근의 유프라테스 강에서 만나 서로 대치하였다. 양측 다 10만에서 15만의 대군을 이끌고 왔으나 오스만군은 머스켓과 대포 등 근대적인 화기로 무장한 반면, 백양 조 군대는 전통적인 튀르크멘 경기병이 대부분이었다. 우준 하산은 병력의 일부를 두 개로 나누어 하나는 인근에 숨어있도록 하고, 하나는 강을 건너 적들을 유인하도록 했다.

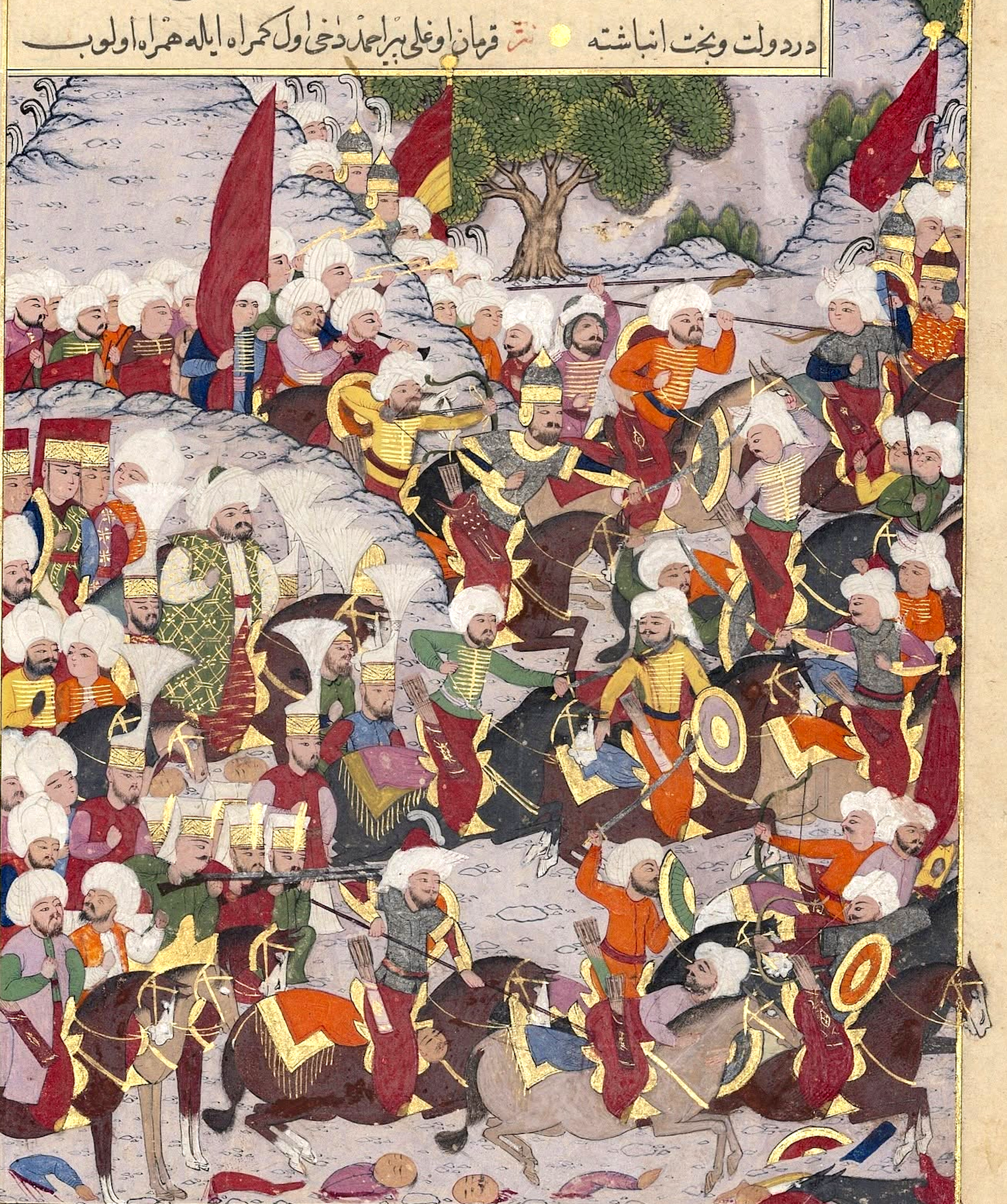
17세기에 제작된 오틀루크벨리 전투 묘사화

이후 소규모의 백양 조 병력은 오스만군 본대와 조우했고, 짧은 전투 후에 곧장 후퇴했다. 이에 오스만 기병대는 후퇴하는 적들을 추격하면서 도강하였다. 우준 하산은 이를 기다렸다는 듯이 숨어있던 부대에게 다리를 파괴하도록 명한 후, 이들이 목표를 달성하고 본대에 합류하자 함께 강을 건넌 적들을 포위 섬멸했다. 강 건너편에 있던 메흐메트 2세는 그들을 과감히 포기하고 본대를 재정비 하였다.
10일 후, 메흐메트 2세와 우준 하산은 서로 10만 가량의 병력과 함께 에르진잔 인근의 오틀루크벨리에 도착했다. 메흐메트 2세는 예니체리를 중앙에 두고 기병대를 좌측과 우측에 각각 배치하였다. 우준 하산은 병력을 4개의 본대와 1개의 소규모 별동대로 나눈 후, 본대는 일렬로 배치하는 한편 소규모 별동대에게는 오스만군의 퇴각 가능성을 차단하기 위해 적들을 우회하여 서쪽으로 향하게 했다.
전투는 우측의 오스만 기병대가 백양 왕조의 좌익을 공격하면서 시작되었다. 우준 하산은 자신의 좌익이 우측 오스만군을 막는 동안, 우익을 오스만군의 좌익으로 보내 적의 좌측 기병대를 공격했다. 자신의 기병대가 백양 왕조의 우익에게 밀리자, 메흐메트 2세는 예니세리의 일부를 파견하여 좌측을 강화했다. 이에 우준 하산은 오스만군의 중앙이 약화되었다고 생각하고, 본대의 잔존 병력과 함께 일제히 돌격했다.

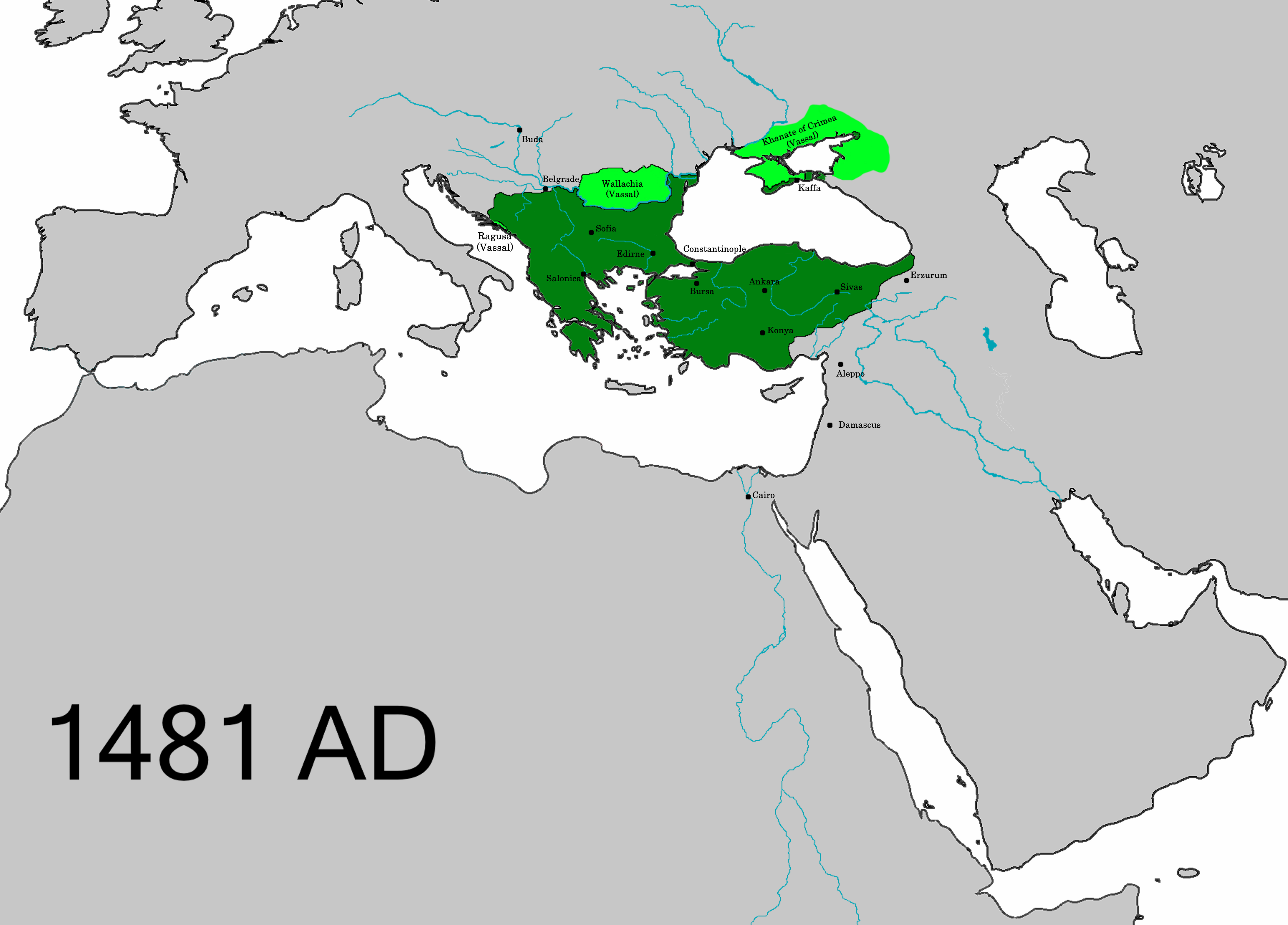
메흐메트 2세 치하 오스만 제국의 영토

그러나, 돌격하던 백양 왕조의 경기병대는 적군에게 도달하기도 전에 오스만 포병대와 예니체리의 막강한 화력에 의해 순식간에 전멸하였다. 이는 전투의 향방을 결정지었다. 본대 대부분을 잃은 우준 하산은 급히 패주했고, 메흐메트 2세는 적들의 잔존 병력을 완전히 섬멸하였다. 이 날 오스만군의 전사자가 4,000명이었던 반면, 백양 왕조의 전사자는 약 25,000명에 달했다. 완전한 오스만 제국의 승리였다. (오틀루크벨리 전투)
이후 우준 하산은 메흐메트 2세가 재차 강화를 제안하자 곧바로 수용하였고, 이후에도 오스만 제국을 자극하지 않았다. 이 전투로 인해 백양 왕조는 동부 아나톨리아 방면에 대한 영향력을 상실하였으며, 오스만 제국은 소아시아에서의 패권을 확립할 수 있었다. 백양 왕조의 지원을 받지 못하게 된 카라만 공국은 1487년 오스만 제국에 의해 멸망했다.

#### 이후
오틀루크벨리 전투 이후 평화로운 말년을 보내던 우준 하산은 1474년, 장남 우글루 무함마드가 시라즈에서 반란을 일으켰다는 소식에 큰 충격을 받았다. 반란은 결국 실패로 돌아갔으나, 우글루 무함마드는 오스만 제국으로 망명하여 메흐메트 2세의 딸인 게베르한 카툰과 결혼했다. 그럼에도 우준 하산은 오스만과의 직접적인 충돌을 피했고, 1476년 경에 조지아 왕국을 침공하여 트빌리시를 점령하는 것에 만족했다.
한편 외부에서의 업적 외에도, 우준 하산은 쿠란을 튀르크어로 번역하거나 재정과 행정 부문의 개혁을 실시하는 등 내부적인 업적을 많이 남기기도 하였다. 1470년, 우준 하산은 백양 왕조의 역사를 기록하기 위해 자신의 밑에서 일하던 서기관 아부 바크르 티흐라니를 시켜 책을 집필하게 했다.『키타브 이 디야르바크리야』라고 이름붙여진 이 책은 흑양 왕조와 백양 왕조의 역사를 다룬 책으로, 오늘날 두 왕조에 대한 여러 역사서들 중 매우 중요한 자료로 여겨진다.
또한 그는 여러 수피즘 교단과의 관계를 유지하면서 기부금의 확인이나 세금 감면 등의 호의를 통해 도시에서의 종교 기득권을 촉진시켰다. 다만 극단적인 시아파 교단이나 반정부 단체 등에 대해서는 이들을 추적하여 쫒아낼 것을 명령하기도 했다. 70세를 넘기며 당시의 기준으로 대단히 장수한 우준 하산은 1478년 1월 6일 사망하였다. 그의 사후 차남인 할릴 미르자가 왕위를 이어받았으나, 그해 6월 자신의 동생인 야쿱 벡에게 패배한 후 처형당하였다. 이후 야쿱 벡이 새로운 백양 왕조의 군주로 즉위하였다.

### 야쿱 벡

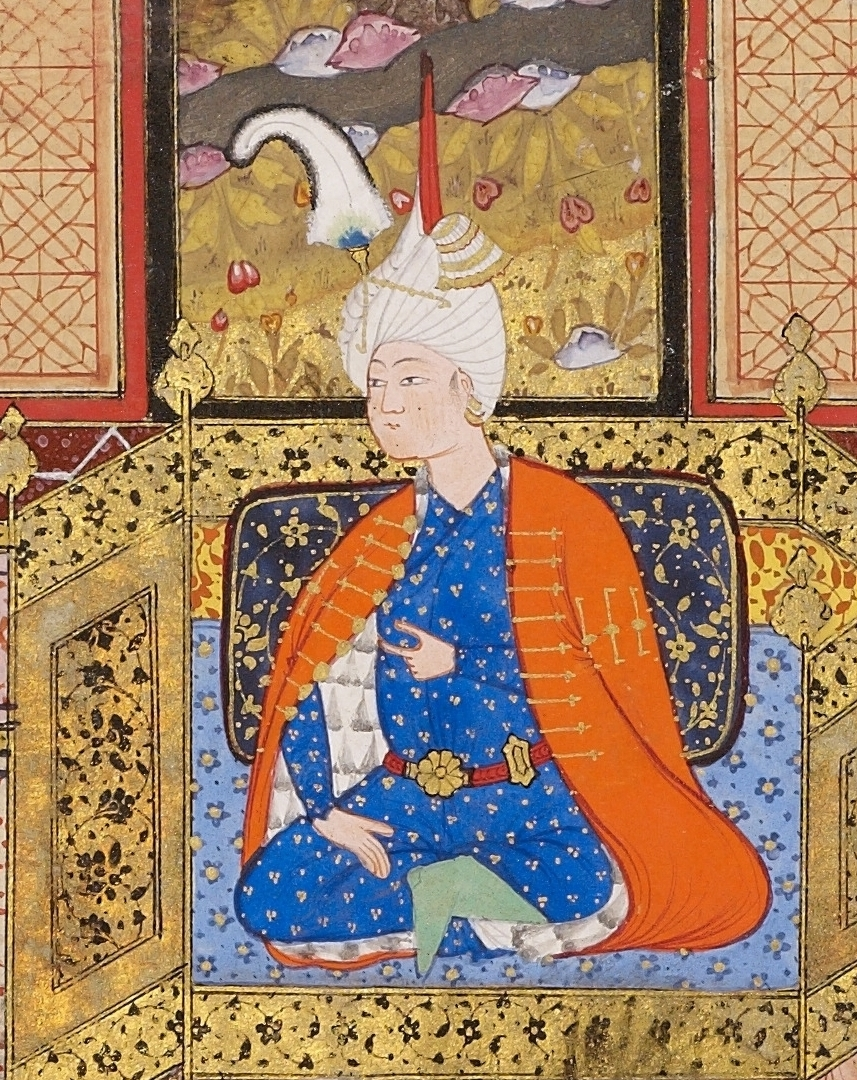
페르시아 세밀화 형식으로 묘사된 야쿱 벡의 초상화

술탄 야쿱, 또는 야쿱 빈 우준 하산은 백양 왕조의 11번째 군주로, 그의 재위 기간 동안 백양 왕조에 도전하는 여러 세력들과 내부의 반란을 모두 격파하면서 제국을 안정적으로 통치하였다. 15세기 페르시아의 학자인 파즐라 쿤지 이스파하니는 자신의 저서『타리크 이 알람 아라-이 아미니』에서, 그를 '우준 하산의 훌륭한 후계자'라고 칭송했다. 또한 야쿱은 문학과 과학에 대한 훌륭한 이해자이기도 했기 때문에 시인과 과학자들에게 풍부한 지원을 아끼지 않았다.
야쿱은 백양 왕조의 9대 군주인 우준 하산과 셀주크 샤 베굼 사이에서 태어났으며, 형제로는 형인 칼릴 미르자와 동생인 유수프가 있었다. 야쿱이 본격적으로 기록에 등장하기 시작한 것은 1478년 1월의 우준 하산의 죽음 이후이다. 우준 하산이 사망하자 칼릴 미르자는 스스로를 백양 왕조의 왕이라고 선언하였다. 그는 자신의 동생들을 차례차례 추방하는 한편 이복동생 마수드를 살해했다. 1478년 6월, 야쿱은 그의 형을 격파한 후 처형하였으며, 자신을 백양 왕조의 새로운 왕으로 선언했다.
야쿱의 치세 초기, 백양 왕조의 왕족들인 알반드와 쿠사 하지가 시라즈와 이스파한에서 각각 반란을 일으켰다. 야쿱은 곧바로 출정하여 이들을 패배시키고 반란을 진압했다. 1480년, 맘루크 술탄국의 48대 술탄인 카이트베이는 휘하의 장군인 야시바크 알 자히리에게 병력을 주어 디야르바크르로 진군하게 했다.
이에 야쿱 또한 휘하의 바인디르, 술레이만, 수피 칼릴 마우실루 등이 이끄는 군대를 파견하여 이에 맞섰다. 양 측은 11월에 우르파 인근에서 격돌했고, 전투는 완벽한 백양 왕조의 승리로 끝났다. 사로잡힌 야시바크 알 자히리는 며칠 후 처형되었다.
야쿱의 치세에 백양 왕조는 별다른 영토 상실을 겪지 않았으며, 오히려 1468년 경에는 조지아를 침공하여 이메레티, 삼츠헤, 카르틀리 등을 잠시 봉신국으로 만들고 그 일대에 영향력을 행사하기까지 했다.
한편 사파비야의 수장이자 야쿱의 사촌인 셰이흐 하이다르는 다게스탄, 오세티야 일대의 '이교도들'과 전쟁을 벌이면서 자신의 사병인 키질바시를 강화했고, 이를 바탕으로 점차 세력을 확장시켜 나갔다. 사파비야의 확장에 위협을 느낀 야쿱은 아제르바이잔 일대를 지배하던 시르반샤와 연합하여, 1488년 타바사란에서 하이다르를 제거하면서 사파비야를 일시적으로 와해시켰다. 이후 야쿱은 하이다르의 아들인 알리 미르자마저 죽여 후환을 없애고자 했으나, 하이다르와 친척 관계였던 그의 모친의 부탁으로 인해 알리와 그의 가족들을 이란 남부의 파르스 지방으로 유배시킬 수 밖에 없었다.
1490년, 야쿱은 급작스럽게 중병에 걸려 그해 12월 24일 카라바흐에서 사망했다. 많은 학자들은 그가 그의 아내에 의해 독살되었다고 말한다. 신하들은 권력을 차지하기 위해 야쿱의 8살 난 아들인 바이순쿠르를 왕으로 즉위시켰고, 이로써 백양 왕조의 본격적인 쇠퇴가 시작되었다.

### 끝없는 내전
야쿱 사후, 그의 아들인 바이순쿠르가 백양 왕조의 12대 군주로 즉위했다. 다만 실권은 그를 왕위에 올린 수피 칼릴 마우실루에게 있었다. 그는 자신의 권력을 공고히 하기 위해서 백양 왕조의 지배층을 구성하던 3대 부족(바얀두르, 마우실루, 미란샤히) 중 자신의 부족인 마우실루족을 제외한 나머지 두 부족을 고의적으로 소외시켰고, 백양 왕조의 일부 왕족들을 살해하거나 유배시켰다. 또한 수피 칼릴은 귀족들이 누렸던 경제적 특권을 폐지하도록 야쿱에게 조언한 재상 카지 이사 사바지를 1491년에 처형했다.
수피 칼릴은 그해 7월 정적 술레이만과의 전투에서 패배한 후 살해당했다. 이후 술레이만은 수피 칼릴을 대신하여 궁정을 장악하였으나, 그도 1492년 초에 자신에게 원한을 품은 사람에게 피살당하였다.
한편 야쿱의 조카이자 바이순쿠르의 사촌인 루스탐은 백양 왕조의 왕위를 노리고 있었다. 1943년, 그는 파르스에 유배되어 있던 사파비야의 수장 알리 미르자를 풀어주면서, '내가 죽으면 왕위를 당신에게 물려주겠다.'라는 조건으로 그에게 병력 지원을 약속받았다. 루스탐은 곧장 수도인 타브리즈로 진격, 바이순쿠르를 죽이고 왕위에 올랐으며 얼마 뒤에는 알리 미르자마저 제거해버렸다.
그러나 루스탐 또한 오래가지 못했다. 오스만으로 망명한 우글루 무함마드의 아들 아흐메드가 왕위 계승권을 주장한 것이다. 1497년, 아흐메드는 오스만 술탄 바예지드 2세의 지원을 받아 백양 왕조로 귀환한 후, 루스탐을 패배시키고 새로운 왕으로 즉위했다. 한달 뒤, 루스탐은 카자르 부족의 지원을 받아 아흐메드에게 도전하였으나, 재차 패배한 이후 사망하였다.
백양 왕조의 14대 군주로 즉위한 아흐메드는 제도의 개혁을 추진하는 한편, 자신에게 반항하는 일부 신하들을 처형하면서 백양 왕조의 안정화를 시도했다. 하지만 1497년, 야쿱의 아들 중 하나인 술탄 무라드가 케르만과 파르스 총독의 지원을 받아 반란을 일으켰다. 아흐메드는 이 소식을 듣고 반란을 진압하기 위해 출정했다. 그러나 그해 12월 이스파한 인근에서 벌어진 전투에서 아흐메드의 군대는 수적으로 우세했음에도 불구하고 무라드에게 대패하였고, 아흐메드는 전투 도중에 사망했다.
그가 죽은 후, 백양 왕조는 이전보다 훨씬 격렬한 내분에 휩싸였다. 1498년, 유수프(야쿱의 동생)의 아들인 알반드가 타브리즈에서 즉위하면서 그 시작을 알렸고, 뒤이어 그의 형제 중 한명인 무함마드가 페르시아 남부를 장악하면서 제국의 분열은 더욱 심화되었다. 1499년, 무함마드는 아지즈 켄디데 전투에서 알반드를 패배시키고 타브리즈를 점령했다. 알반드는 디야르바크르 방면으로 후퇴했다. 1500년 여름에는 술탄 무라드가 무함마드를 죽이고 그의 영토를 집어삼켰다. 알반드는 무라드와 조약을 맺어 자신은 아제르바이잔과 메소포타미아 북부를, 무라드는 페르시아 서남부를 지배하기로 합의하였다. 한편 디야르바키르는 알반드의 형제 카심이 지배하였으나, 1504년 아흐메드의 아들인 자이드알 아비딘으로 대체되었다.

### 쇠퇴와 멸망

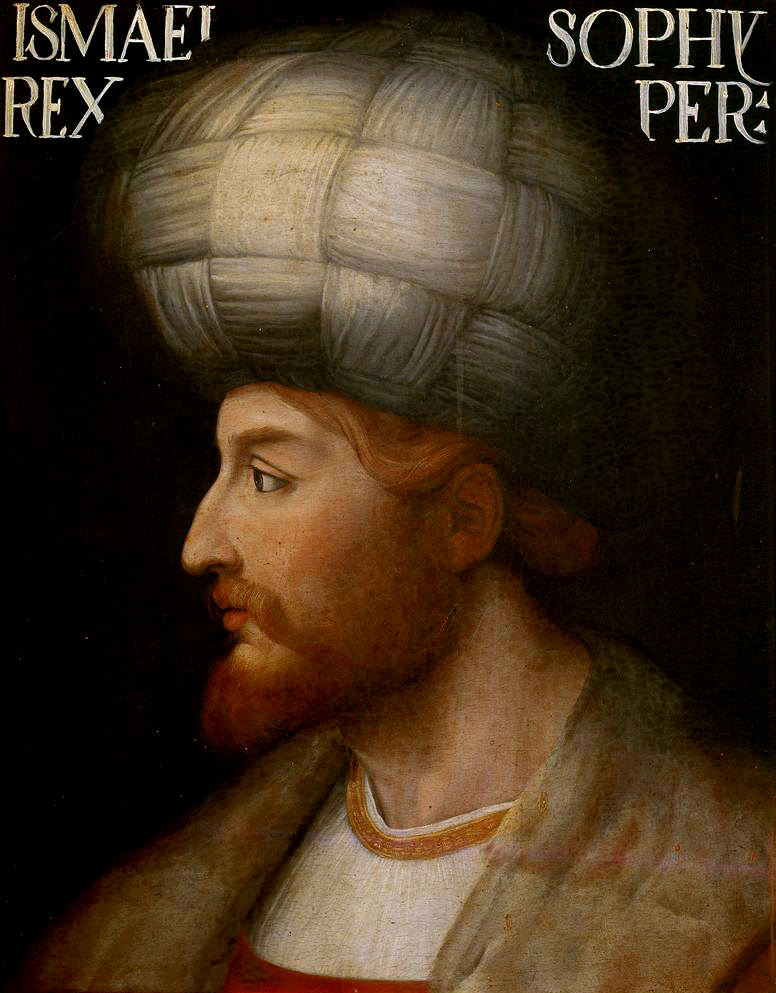
이스마일 1세의 초상화

아흐메드 사후, 백양 왕조는 크게 타브리즈의 알반드, 디야르바크르의 카심, 그리고 파르스와 이라키-아잠(페르시아 서부)의 무함마드로 나뉘어져 있었다. 1500년 여름, 술탄 무라드가 무함마드를 죽이고 대부분의 영토를 통일했으나 내전은 여전히 끝날 조짐이 보이지 않았다.
혼란이 점점 가중되면서, 백양 왕조는 영토에 대한 통제력을 상실했을 뿐만 아니라 더 이상 주변 세력들에게 영향력을 행사할 수 없는 지경에 이르렀다. 수많은 지역들이 끊임없는 전쟁과 전염병, 기근, 고위층들의 수탈로 인해 황폐화되었고 군소 세력들이나 지방의 토후들은 각지에서 할거하기 시작했다.
한편 알리 미르자가 루스탐에 의해 사망할 무렵, 7살이던 그의 동생 이스마일은 추격대로부터 기적적으로 도망쳐 목숨을 보전할 수 있었다. 이후 이스마일은 5년 동안 데일람 지방의 카르키야 왕조에서 은신하며 가르침을 받았고, 그가 12살이 되던 해 가문의 본거지인 아르다빌로 돌아올 수 있었다.
1499년, 이스마일은 우스타줄루, 룸루, 타칼루, 카자르, 아프샤르 등의 튀르크멘 부족들로 구성된 약 7,000명의 키질바시 군대를 사파비야의 이름 아래 집결시켰고, 이듬해 시르반샤로 진격했다. 그는 카바니(오늘날 아제르바이잔 사마키 라욘)에서 시르반샤의 군주 파루크 야사르가 이끌던 군대를 격파했고, 여세를 몰아 수도인 바쿠마저 점령하면서 아제르바이잔 일대를 정복했다.
이 성공적인 전투는 타브리즈를 통치하고 있던 알반드를 놀라게 했다. 이스마일에게 위협을 느낀 그는 약 30,000명의 대군을 이끌고 이스마일이 있는 북부로 진군했고, 양측은 1501년 샤루르 평원에서 격돌했다. 자신의 군대가 수적으로 4배나 열세였음에도, 이스마일은 뛰어난 지휘 능력으로 백양 왕조 군대를 크게 격파했다. 패배한 알반드는 타브리즈를 버리고 에르진잔으로 후퇴했다. (샤루르 전투)
얼마 후 이스마일은 타브리즈에 입성하여 자신을 '전 이란의 황제(Pādshāh-i Irān)'로 칭하면서 사파비 제국을 건국했고, 그해 7월 제국의 초대 황제인 이스마일 1세로 즉위했다.
한편 무라드는 이러한 형세를 조용히 관망하고 있었으나, 이스마일 1세가 '페르시아 서부 영토를 할양하지 않으면 전쟁을 일으킬 것'이라는 내용의 서신을 자신에게 보내자 대군을 이끌고 출정했다. 1503년, 하마단에서 일어난 12,000명의 사파비 군대와 70,000명의 백양 왕조 군대 간의 전투는 완벽한 사파비 제국의 승리로 끝났다. 무라드는 10,000명의 병력과 총사령관 아흐메드를 잃고 급히 패퇴해야 했고, 백양 왕조의 영토는 메소포타미아 일대로 축소되었다.

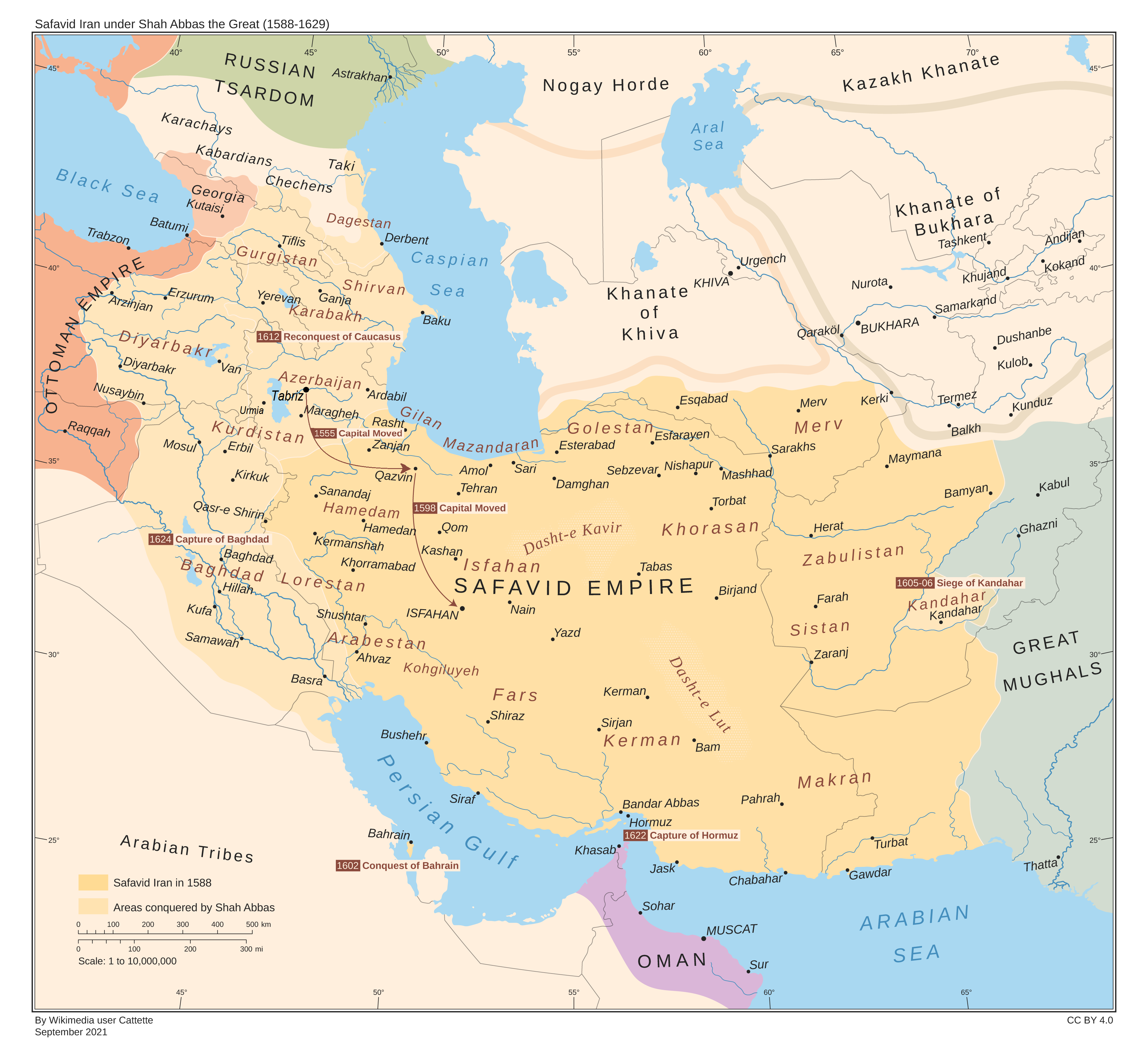
사파비 제국의 영역

이 전투로 인해 이스마일 1세는 백양 왕조를 무너뜨리고 페르시아의 대부분을 다스리는 군주로 올라섰다. 이후 끊임없이 원정길에 오른 이스마일 1세는 1510년까지 사파비 제국의 영토를 아르메니아와 아나톨리아 동부, 메소포타미아, 아제르바이잔까지 급격히 확장시켰다.
1514년, 이스마일이 이끄는 키질바시 군대가 우르파를 함락, 그곳에 있던 술탄 무라드를 살해했다. 그의 죽음과 함께 약 1세기 반 동안의 백양 왕조 역사가 끝을 맺었다. 이후 바얀두르족을 포함한 대부분의 튀르크멘 부족들은 사파비 제국의 키질바시에 흡수된 뒤 점차 동화되었다.

## 정부
백양 왕조의 통치자들은 오구즈 튀르크(튀르크멘)의 바얀두르족 출신으로, 그들은 종종 오구즈 튀르크의 전설적인 조상 오구즈 카간의 손자 바인디르 칸의 후손으로 여겨졌다. 바얀두르족은 군벌보다는 정치인처럼 행동했고, 상인과 봉건 계급인 남캅카스의 아르메니아인, 아제르바이잔인, 조지아인 등의 지지를 얻었다.
우준 하산의 정복 활동과 함께 권력의 중심지는 동쪽의 타브리즈로 이전되었고, 곧 백양 왕조는 행정과 문화를 위해 페르시아 관습을 도입했다. 이 과정에서 그들은 페르시아 문화의 영향을 강하게 받게 되었고, 대부분의 관료직에 페르시아인이 임명되었다. 그 중 4대 고위 관료직인
- 궁정회의(디반)를 이끌었던 '와지르'
- 재정/회계를 담당한 '모스타피 알-마말렉'
- 국새 날인을 담당한 '모흐르다르'
- 궁정을 감독하는 '마라쿠르'

역시 마찬가지였다. 그러나 왕조 후반기로 갈 수록 다양만 민족들이 관직에 진출할 수 있었다.
비록 그들이 유목민인 튀르크·튀르크멘 출신이었음에도 불구하고, 백양 왕조의 치하에서는 페르시아 문화가 대단히 융성했다. 우준 하산은 페르시아 식의 통치 방법을 채택했으며, 자신이 페르시아인이라는 것을 자랑스러워 했다. 새로운 수도 타브리즈에는 세련된 페르시아 궁정이 들어섰다.
최고 지도자는 백양 왕조의 군주였지만, 국가의 정책은 아미르들과 부족장들로 구성된 평의회(kengač)에서 결정되었다. 평의회의 결정은 아무리 군주라 해도 쉽게 무시할 수 없었다. 백양 왕조의 수입은 페르시아인, 아제르바이잔인, 쿠르드인 등 정주민에게 부과되는 세금과 동부 아나톨리아를 경유하는 주요 무역 루트에서 걷어들이는 관세가 대부분을 차지했다.
우준 하산 이후 백양 왕조의 군주들은
- ملك الملوك الأيرانية
  - 이란인들의 왕중왕
- سلطان السلاطين الإيرانية
  - 이란인들의 술탄 중 술탄
- شاهنشاه ایران خدیو عجم
  - 이란의 샤한샤, 페르시아의 지배자
- Jamshid shawkat va Fereydun rāyat va Dārā derāyat
  - 잠시드처럼 강력하고, 페레이둔의 깃발이며, 다리우스처럼 현명한 자

등의 수식어를 즐겨 사용했다. 한편 우준 하산은 '이란의 파디샤(Pādshāh-i Irān)'라는 칭호를 가지고 있었는데, 이는 후일 사파비 제국의 초대 황제이자 그의 외손자인 이스마일 1세에게로 계승된다.
한편 백양 왕조는 흑양 왕조와 함께, 자신들의 정통성을 확립하기 위해 몽골의 법이나 제도 등을 사용한 마지막 이란 왕조였다. 이후에 들어선 사파비 제국은 페르시아 전통의 법이나 제도 등을 적극적으로 도입했기 때문이었다.
백양 왕조의 대표적인 몽골 제도로는 '야삭(Yassa/Ikh Zasag)'와 '소유르갈(soyurghal)' 제도가 있었다.
- 야삭은 칭기즈 칸 때부터 성문화된 몽골 전통의 법으로, 몽골 제국이 팽창함에 따라 광범위한 지역에서 수용되어 사용하고 있었다. 특히 포스트 몽골 시대인 14~15세기에는 중앙아시아 및 서아시아 대부분의 국가들이 이를 채택했다.
- 소유르갈 제도는 이슬람의 전통 토지 제도인 '이크타(Iqta)'를 일정 부분 변형한 것으로, 군사 귀족이나 아미르 등의 토지 보유자에게 면세/면책권과 함께 자율적으로 행동할 수 있는 권리를 부여하는 제도였다. 본래 이 제도는 서아시아에 건국된 킵차크 칸국, 일 칸국 등의 몽골 울루스들에 의해 기본적인 틀이 설립되었으나, 그들이 14세기 중반에 해체된 이후에는 후계 국가들(잘라이르 왕조, 티무르 제국)에게서 널리 사용되고 있던 중이었다.

다만 이러한 제도는 백양 왕조의 권위를 지속적으로 약화시켰다. 강력한 군사력 뿐만 아니라 수조권, 면세권까지 가지고 있는 토지 보유자(귀족)들이 점차 자신의 영지에서 독자적으로 행동하였기 때문이다. 따라서 백양 왕조의 제 11대 군주인 술탄 야쿱은 일련의 개혁 정책을 단행했다.
그의 스승이자 백양 왕조의 재상인 카지 이사 사바지의 조언대로, 야쿱은 중소 규모 토지 보유자들의 특권을 폐지했다. 명목상으로는 비이슬람적인 제도를 없앤다는 것이었지만, 역설적이게도 이 조치는 전통적 지배층이었던 이슬람 율법 학자(울라마)들의 권력을 약화시키는 결과를 가져왔다. 또한 야쿱은 몽골 법 대신 이슬람 전통법인 샤리아를 채택하여 군사 귀족들을 약화시키는 한편, 자신의 왕권은 크게 강화시킬 수 있었다.
그러나 야쿱의 개혁은 수많은 반발에 부딪혔다. 대표적으로 위에서 잠깐 나왔던 파즐라 쿤지 이스파하니는 '소유르갈의 폐지가 시라즈의 종교학자들을 방해했다'라고 주장하면서 이를 거세게 비판했다. 귀족들 또한 이러한 개혁에 큰 불만을 품었다. 결국 야쿱이 죽은 후, 개혁은 곧바로 폐지되었다.

## 문화
백양 왕조는 페르시아의 예술가들, 그중에서도 알리 시라지, 카말 앗 딘 바나이 하라비, 샤흐디 쿠미와 같은 페르시아 시인들에 대해 후원을 아끼지 않았다. 따라서 백양 왕조 시대에 페르시아 시는 번영을 누릴 수 있었다. 일례로 16세기 아제르바이잔의 시인 푸줄리는 백양 왕조 통치 하에서 출생하고 성장했으며, 당시 백양 왕조의 군주인 알반드 미르자를 위해 그의 첫 번째 시를 집필했다.
야쿱의 통치 기간 동안, 백양 왕조 궁정은 페르시아 시에 대한 큰 애정을 가지고 있었다. 누르 앗 딘 알 라만 자미는 페르시아어로 쓴 그의 시《살라만 바 압살》을 야쿱에게 바쳤으며, 야쿱의 부도덕한 행동을 직접적으로 비난하는《실실랏 알 자합》이라는 추도문을 작성하기도 했다.
야쿱에게는 알리 시라지의 《사랑에 관한 우화적 마스나비》, 샴 바 파르바나와 카말 앗 딘 바나이 하라비의 5,000단어에 달하는 서사시《바흐람 바 비루즈》등의 페르시아어로 쓰여진 훌륭한 시들이 헌사되었다. 야쿱의 외조카인 압드 알라 하티피는 백양 왕조 궁정에서 5년 동안 시간을 보내며 시를 쓰기도 했다.
우준 하산과 그의 아들 칼릴은 수피즘 교단들에게 많은 후원을 해주었다. 파즐라 쿤지 이스파하니의『타리크 이 알람 아라-이 아미니』에 따르면, 야쿱 통치 기간에 지어진 수피즘 공동체 건축물이 400개가 넘는다고 한다.

## 행정 구조
백양 왕조의 정부는 대부분 튀르크멘인들로 구성되었지만, 때로는 페르시아인도 관직을 차지할 수 있었다. 특히 페르시아 기성 귀족 가문의 자제들은 쉽게 정계에 진출할 수 있었다.

## 군사 구조
백양 왕조의 군사 조직은 유목민 문화와 정주민 문화의 군사적인 전통 융합을 기반으로 했고, 따라서 군대의 민족적 배경은 매우 다양했다. 다음은 백양 왕조의 군사 조직표이다.
|                         |                         |                         |                         |                         |                         |                       |                       |                       |                       |                 |                 |                 |                 |  |  |  |  |  |  | 파디샤                                        | 파디샤                                        | 파디샤                                        | 파디샤                                        | 파디샤                                        | 파디샤                                        |  |  |  |  |  |  |  |  |                              |                              |                              |                              |                              |                              |  |  |  |  |                     |                     |                     |                     |                     |                     |               |               | 국방부 장관 Tavachi dari | 국방부 장관 Tavachi dari | 국방부 장관 Tavachi dari | 국방부 장관 Tavachi dari | 국방부 장관 Tavachi dari | 국방부 장관 Tavachi dari |                 |                 |                 |                 |                 |                 |               |               |  |  |  |  |  |  |  |  |  |  |
|                         |                         |                         |                         |                         |                         |                       |                       |                       |                       |                 |                 |                 |                 |  |  |  |  |  |  | 파디샤                                        | 파디샤                                        | 파디샤                                        | 파디샤                                        | 파디샤                                        | 파디샤                                        |  |  |  |  |  |  |  |  |                              |                              |                              |                              |                              |                              |  |  |  |  |                     |                     |                     |                     |                     |                     |               |               | 국방부 장관 Tavachi dari | 국방부 장관 Tavachi dari | 국방부 장관 Tavachi dari | 국방부 장관 Tavachi dari | 국방부 장관 Tavachi dari | 국방부 장관 Tavachi dari |                 |                 |                 |                 |                 |                 |               |               |  |  |  |  |  |  |  |  |  |  |
|                         |                         |                         |                         |                         |                         |                       |                       |                       |                       |                 |                 |                 |                 |  |  |  |  |  |  |                                               |                                               |                                               |                                               |                                               |                                               |  |  |  |  |  |  |  |  |                              |                              |                              |                              |                              |                              |  |  |  |  |                     |                     |                     |                     |                     |                     |               |               |                          |                          |                          |                          |                          |                          |                 |                 |                 |                 |                 |                 |               |               |  |  |  |  |  |  |  |  |  |  |
|                         |                         |                         |                         |                         |                         |                       |                       |                       |                       |                 |                 |                 |                 |  |  |  |  |  |  |                                               |                                               |                                               |                                               |                                               |                                               |  |  |  |  |  |  |  |  |                              |                              |                              |                              |                              |                              |  |  |  |  |                     |                     |                     |                     |                     |                     |               |               |                          |                          |                          |                          |                          |                          |                 |                 |                 |                 |                 |                 |               |               |  |  |  |  |  |  |  |  |  |  |
|                         |                         |                         |                         | 근위대장 Qorchu bashi   | 근위대장 Qorchu bashi   | 근위대장 Qorchu bashi | 근위대장 Qorchu bashi | 근위대장 Qorchu bashi | 근위대장 Qorchu bashi |                 |                 |                 |                 |  |  |  |  |  |  | 군대 총사령관 (Amir al-Umara - Askeri Qoshun) | 군대 총사령관 (Amir al-Umara - Askeri Qoshun) | 군대 총사령관 (Amir al-Umara - Askeri Qoshun) | 군대 총사령관 (Amir al-Umara - Askeri Qoshun) | 군대 총사령관 (Amir al-Umara - Askeri Qoshun) | 군대 총사령관 (Amir al-Umara - Askeri Qoshun) |  |  |  |  |  |  |  |  | 군기수 (Emir Alem)           | 군기수 (Emir Alem)           | 군기수 (Emir Alem)           | 군기수 (Emir Alem)           | 군기수 (Emir Alem)           | 군기수 (Emir Alem)           |  |  |  |  | 타바치              | 타바치              | 타바치              | 타바치              | 타바치              | 타바치              |               |               | 카디 나지르              | 카디 나지르              | 카디 나지르              | 카디 나지르              | 카디 나지르              | 카디 나지르              |                 |                 | 아미르 비티키   | 아미르 비티키   | 아미르 비티키   | 아미르 비티키   | 아미르 비티키 | 아미르 비티키 |  |  |  |  |  |  |  |  |  |  |
|                         |                         |                         |                         | 근위대장 Qorchu bashi   | 근위대장 Qorchu bashi   | 근위대장 Qorchu bashi | 근위대장 Qorchu bashi | 근위대장 Qorchu bashi | 근위대장 Qorchu bashi |                 |                 |                 |                 |  |  |  |  |  |  | 군대 총사령관 (Amir al-Umara - Askeri Qoshun) | 군대 총사령관 (Amir al-Umara - Askeri Qoshun) | 군대 총사령관 (Amir al-Umara - Askeri Qoshun) | 군대 총사령관 (Amir al-Umara - Askeri Qoshun) | 군대 총사령관 (Amir al-Umara - Askeri Qoshun) | 군대 총사령관 (Amir al-Umara - Askeri Qoshun) |  |  |  |  |  |  |  |  | 군기수 (Emir Alem)           | 군기수 (Emir Alem)           | 군기수 (Emir Alem)           | 군기수 (Emir Alem)           | 군기수 (Emir Alem)           | 군기수 (Emir Alem)           |  |  |  |  | 타바치              | 타바치              | 타바치              | 타바치              | 타바치              | 타바치              |               |               | 카디 나지르              | 카디 나지르              | 카디 나지르              | 카디 나지르              | 카디 나지르              | 카디 나지르              |                 |                 | 아미르 비티키   | 아미르 비티키   | 아미르 비티키   | 아미르 비티키   | 아미르 비티키 | 아미르 비티키 |  |  |  |  |  |  |  |  |  |  |
|                         |                         |                         |                         |                         |                         |                       |                       |                       |                       |                 |                 |                 |                 |  |  |  |  |  |  |                                               |                                               |                                               |                                               |                                               |                                               |  |  |  |  |  |  |  |  |                              |                              |                              |                              |                              |                              |  |  |  |  |                     |                     |                     |                     |                     |                     |               |               |                          |                          |                          |                          |                          |                          |                 |                 |                 |                 |                 |                 |               |               |  |  |  |  |  |  |  |  |  |  |
| 왕실 근위대 (Boy nuker) | 왕실 근위대 (Boy nuker) | 왕실 근위대 (Boy nuker) | 왕실 근위대 (Boy nuker) | 왕실 근위대 (Boy nuker) | 왕실 근위대 (Boy nuker) |                       |                       | 근위대 (Qorchu)       | 근위대 (Qorchu)       | 근위대 (Qorchu) | 근위대 (Qorchu) | 근위대 (Qorchu) | 근위대 (Qorchu) |  |  |  |  |  |  | 공병 부대                                     | 공병 부대                                     | 공병 부대                                     | 공병 부대                                     | 공병 부대                                     | 공병 부대                                     |  |  |  |  |  |  |  |  | 기병대장 (Emir Ahur)         | 기병대장 (Emir Ahur)         | 기병대장 (Emir Ahur)         | 기병대장 (Emir Ahur)         | 기병대장 (Emir Ahur)         | 기병대장 (Emir Ahur)         |  |  |  |  |                     |                     |                     |                     |                     |                     |               |               |                          |                          |                          |                          |                          |                          |                 |                 |                 |                 |                 |                 |               |               |  |  |  |  |  |  |  |  |  |  |
| 왕실 근위대 (Boy nuker) | 왕실 근위대 (Boy nuker) | 왕실 근위대 (Boy nuker) | 왕실 근위대 (Boy nuker) | 왕실 근위대 (Boy nuker) | 왕실 근위대 (Boy nuker) |                       |                       | 근위대 (Qorchu)       | 근위대 (Qorchu)       | 근위대 (Qorchu) | 근위대 (Qorchu) | 근위대 (Qorchu) | 근위대 (Qorchu) |  |  |  |  |  |  | 공병 부대                                     | 공병 부대                                     | 공병 부대                                     | 공병 부대                                     | 공병 부대                                     | 공병 부대                                     |  |  |  |  |  |  |  |  | 기병대장 (Emir Ahur)         | 기병대장 (Emir Ahur)         | 기병대장 (Emir Ahur)         | 기병대장 (Emir Ahur)         | 기병대장 (Emir Ahur)         | 기병대장 (Emir Ahur)         |  |  |  |  |                     |                     |                     |                     |                     |                     |               |               |                          |                          |                          |                          |                          |                          |                 |                 |                 |                 |                 |                 |               |               |  |  |  |  |  |  |  |  |  |  |
|                         |                         |                         |                         |                         |                         |                       |                       |                       |                       |                 |                 |                 |                 |  |  |  |  |  |  | 수비군                                        | 수비군                                        | 수비군                                        | 수비군                                        | 수비군                                        | 수비군                                        |  |  |  |  |  |  |  |  | 사냥총경 (Amir-i Shikar)     | 사냥총경 (Amir-i Shikar)     | 사냥총경 (Amir-i Shikar)     | 사냥총경 (Amir-i Shikar)     | 사냥총경 (Amir-i Shikar)     | 사냥총경 (Amir-i Shikar)     |  |  |  |  |                     |                     |                     |                     |                     |                     |               |               |                          |                          |                          |                          |                          |                          |                 |                 |                 |                 |                 |                 |               |               |  |  |  |  |  |  |  |  |  |  |
|                         |                         |                         |                         |                         |                         |                       |                       |                       |                       |                 |                 |                 |                 |  |  |  |  |  |  | 수비군                                        | 수비군                                        | 수비군                                        | 수비군                                        | 수비군                                        | 수비군                                        |  |  |  |  |  |  |  |  | 사냥총경 (Amir-i Shikar)     | 사냥총경 (Amir-i Shikar)     | 사냥총경 (Amir-i Shikar)     | 사냥총경 (Amir-i Shikar)     | 사냥총경 (Amir-i Shikar)     | 사냥총경 (Amir-i Shikar)     |  |  |  |  |                     |                     |                     |                     |                     |                     |               |               |                          |                          |                          |                          |                          |                          |                 |                 |                 |                 |                 |                 |               |               |  |  |  |  |  |  |  |  |  |  |
|                         |                         |                         |                         |                         |                         |                       |                       |                       |                       |                 |                 |                 |                 |  |  |  |  |  |  | 포병                                          | 포병                                          | 포병                                          | 포병                                          | 포병                                          | 포병                                          |  |  |  |  |  |  |  |  | 군사 장교 (Ariz-i Lashkar)   | 군사 장교 (Ariz-i Lashkar)   | 군사 장교 (Ariz-i Lashkar)   | 군사 장교 (Ariz-i Lashkar)   | 군사 장교 (Ariz-i Lashkar)   | 군사 장교 (Ariz-i Lashkar)   |  |  |  |  |                     |                     |                     |                     |                     |                     |               |               |                          |                          |                          |                          |                          |                          |                 |                 |                 |                 |                 |                 |               |               |  |  |  |  |  |  |  |  |  |  |
|                         |                         |                         |                         |                         |                         |                       |                       |                       |                       |                 |                 |                 |                 |  |  |  |  |  |  | 포병                                          | 포병                                          | 포병                                          | 포병                                          | 포병                                          | 포병                                          |  |  |  |  |  |  |  |  | 군사 장교 (Ariz-i Lashkar)   | 군사 장교 (Ariz-i Lashkar)   | 군사 장교 (Ariz-i Lashkar)   | 군사 장교 (Ariz-i Lashkar)   | 군사 장교 (Ariz-i Lashkar)   | 군사 장교 (Ariz-i Lashkar)   |  |  |  |  |                     |                     |                     |                     |                     |                     |               |               |                          |                          |                          |                          |                          |                          |                 |                 |                 |                 |                 |                 |               |               |  |  |  |  |  |  |  |  |  |  |
|                         |                         |                         |                         |                         |                         |                       |                       |                       |                       |                 |                 |                 |                 |  |  |  |  |  |  | 도로 통제 병력                                | 도로 통제 병력                                | 도로 통제 병력                                | 도로 통제 병력                                | 도로 통제 병력                                | 도로 통제 병력                                |  |  |  |  |  |  |  |  | 병참 장교 (Bukaul-i Lashkar) | 병참 장교 (Bukaul-i Lashkar) | 병참 장교 (Bukaul-i Lashkar) | 병참 장교 (Bukaul-i Lashkar) | 병참 장교 (Bukaul-i Lashkar) | 병참 장교 (Bukaul-i Lashkar) |  |  |  |  |                     |                     |                     |                     |                     |                     |               |               |                          |                          |                          |                          |                          |                          |                 |                 |                 |                 |                 |                 |               |               |  |  |  |  |  |  |  |  |  |  |
|                         |                         |                         |                         |                         |                         |                       |                       |                       |                       |                 |                 |                 |                 |  |  |  |  |  |  | 도로 통제 병력                                | 도로 통제 병력                                | 도로 통제 병력                                | 도로 통제 병력                                | 도로 통제 병력                                | 도로 통제 병력                                |  |  |  |  |  |  |  |  | 병참 장교 (Bukaul-i Lashkar) | 병참 장교 (Bukaul-i Lashkar) | 병참 장교 (Bukaul-i Lashkar) | 병참 장교 (Bukaul-i Lashkar) | 병참 장교 (Bukaul-i Lashkar) | 병참 장교 (Bukaul-i Lashkar) |  |  |  |  |                     |                     |                     |                     |                     |                     |               |               |                          |                          |                          |                          |                          |                          |                 |                 |                 |                 |                 |                 |               |               |  |  |  |  |  |  |  |  |  |  |
|                         |                         |                         |                         |                         |                         |                       |                       |                       |                       |                 |                 |                 |                 |  |  |  |  |  |  | 정규병 (Jeri)                                 | 정규병 (Jeri)                                 | 정규병 (Jeri)                                 | 정규병 (Jeri)                                 | 정규병 (Jeri)                                 | 정규병 (Jeri)                                 |  |  |  |  |  |  |  |  | 척후 부대장 (Balarguchi)     | 척후 부대장 (Balarguchi)     | 척후 부대장 (Balarguchi)     | 척후 부대장 (Balarguchi)     | 척후 부대장 (Balarguchi)     | 척후 부대장 (Balarguchi)     |  |  |  |  |                     |                     |                     |                     |                     |                     |               |               |                          |                          |                          |                          |                          |                          |                 |                 |                 |                 |                 |                 |               |               |  |  |  |  |  |  |  |  |  |  |
|                         |                         |                         |                         |                         |                         |                       |                       |                       |                       |                 |                 |                 |                 |  |  |  |  |  |  | 정규병 (Jeri)                                 | 정규병 (Jeri)                                 | 정규병 (Jeri)                                 | 정규병 (Jeri)                                 | 정규병 (Jeri)                                 | 정규병 (Jeri)                                 |  |  |  |  |  |  |  |  | 척후 부대장 (Balarguchi)     | 척후 부대장 (Balarguchi)     | 척후 부대장 (Balarguchi)     | 척후 부대장 (Balarguchi)     | 척후 부대장 (Balarguchi)     | 척후 부대장 (Balarguchi)     |  |  |  |  |                     |                     |                     |                     |                     |                     |               |               |                          |                          |                          |                          |                          |                          |                 |                 |                 |                 |                 |                 |               |               |  |  |  |  |  |  |  |  |  |  |
|                         |                         |                         |                         |                         |                         |                       |                       |                       |                       |                 |                 |                 |                 |  |  |  |  |  |  | 유목민 단위 (Mir-i el)                        | 유목민 단위 (Mir-i el)                        | 유목민 단위 (Mir-i el)                        | 유목민 단위 (Mir-i el)                        | 유목민 단위 (Mir-i el)                        | 유목민 단위 (Mir-i el)                        |  |  |  |  |  |  |  |  | 육군 감찰관 (Amiri Jandar)   | 육군 감찰관 (Amiri Jandar)   | 육군 감찰관 (Amiri Jandar)   | 육군 감찰관 (Amiri Jandar)   | 육군 감찰관 (Amiri Jandar)   | 육군 감찰관 (Amiri Jandar)   |  |  |  |  | 잔다르 (Jandar)     | 잔다르 (Jandar)     | 잔다르 (Jandar)     | 잔다르 (Jandar)     | 잔다르 (Jandar)     | 잔다르 (Jandar)     |               |               |                          |                          |                          |                          |                          |                          |                 |                 |                 |                 |                 |                 |               |               |  |  |  |  |  |  |  |  |  |  |
|                         |                         |                         |                         |                         |                         |                       |                       |                       |                       |                 |                 |                 |                 |  |  |  |  |  |  | 유목민 단위 (Mir-i el)                        | 유목민 단위 (Mir-i el)                        | 유목민 단위 (Mir-i el)                        | 유목민 단위 (Mir-i el)                        | 유목민 단위 (Mir-i el)                        | 유목민 단위 (Mir-i el)                        |  |  |  |  |  |  |  |  | 육군 감찰관 (Amiri Jandar)   | 육군 감찰관 (Amiri Jandar)   | 육군 감찰관 (Amiri Jandar)   | 육군 감찰관 (Amiri Jandar)   | 육군 감찰관 (Amiri Jandar)   | 육군 감찰관 (Amiri Jandar)   |  |  |  |  | 잔다르 (Jandar)     | 잔다르 (Jandar)     | 잔다르 (Jandar)     | 잔다르 (Jandar)     | 잔다르 (Jandar)     | 잔다르 (Jandar)     |               |               |                          |                          |                          |                          |                          |                          |                 |                 |                 |                 |                 |                 |               |               |  |  |  |  |  |  |  |  |  |  |
|                         |                         |                         |                         |                         |                         |                       |                       |                       |                       |                 |                 |                 |                 |  |  |  |  |  |  |                                               |                                               |                                               |                                               |                                               |                                               |  |  |  |  |  |  |  |  |                              |                              |                              |                              |                              |                              |  |  |  |  |                     |                     |                     |                     |                     |                     |               |               |                          |                          |                          |                          |                          |                          |                 |                 |                 |                 |                 |                 |               |               |  |  |  |  |  |  |  |  |  |  |
|                         |                         |                         |                         |                         |                         |                       |                       |                       |                       |                 |                 |                 |                 |  |  |  |  |  |  |                                               |                                               |                                               |                                               |                                               |                                               |  |  |  |  |  |  |  |  | 군량 담당 책임자 (Rikabdar)  |                              |                              |                              |                              |                              |  |  |  |  |                     |                     |                     |                     |                     |                     |               |               |                          |                          |                          |                          |                          |                          |                 |                 |                 |                 |                 |                 |               |               |  |  |  |  |  |  |  |  |  |  |
|                         |                         |                         |                         |                         |                         |                       |                       |                       |                       |                 |                 |                 |                 |  |  |  |  |  |  |                                               |                                               |                                               |                                               |                                               |                                               |  |  |  |  |  |  |  |  |                              |                              |                              |                              |                              |                              |  |  |  |  |                     |                     |                     |                     |                     |                     |               |               |                          |                          |                          |                          |                          |                          |                 |                 |                 |                 |                 |                 |               |               |  |  |  |  |  |  |  |  |  |  |
|                         |                         |                         |                         |                         |                         |                       |                       |                       |                       |                 |                 |                 |                 |  |  |  |  |  |  |                                               |                                               |                                               |                                               |                                               |                                               |  |  |  |  |  |  |  |  | 예비 부대장 (Yasaul Bashi)   | 예비 부대장 (Yasaul Bashi)   | 예비 부대장 (Yasaul Bashi)   | 예비 부대장 (Yasaul Bashi)   | 예비 부대장 (Yasaul Bashi)   | 예비 부대장 (Yasaul Bashi)   |  |  |  |  | 예비 부대 (Yasual)  | 예비 부대 (Yasual)  | 예비 부대 (Yasual)  | 예비 부대 (Yasual)  | 예비 부대 (Yasual)  | 예비 부대 (Yasual)  |               |               |                          |                          |                          |                          |                          |                          |                 |                 |                 |                 |                 |                 |               |               |  |  |  |  |  |  |  |  |  |  |
|                         |                         |                         |                         |                         |                         |                       |                       |                       |                       |                 |                 |                 |                 |  |  |  |  |  |  |                                               |                                               |                                               |                                               |                                               |                                               |  |  |  |  |  |  |  |  | 예비 부대장 (Yasaul Bashi)   | 예비 부대장 (Yasaul Bashi)   | 예비 부대장 (Yasaul Bashi)   | 예비 부대장 (Yasaul Bashi)   | 예비 부대장 (Yasaul Bashi)   | 예비 부대장 (Yasaul Bashi)   |  |  |  |  | 예비 부대 (Yasual)  | 예비 부대 (Yasual)  | 예비 부대 (Yasual)  | 예비 부대 (Yasual)  | 예비 부대 (Yasual)  | 예비 부대 (Yasual)  |               |               |                          |                          |                          |                          |                          |                          |                 |                 |                 |                 |                 |                 |               |               |  |  |  |  |  |  |  |  |  |  |
|                         |                         |                         |                         |                         |                         |                       |                       |                       |                       |                 |                 |                 |                 |  |  |  |  |  |  |                                               |                                               |                                               |                                               |                                               |                                               |  |  |  |  |  |  |  |  |                              |                              |                              |                              |                              |                              |  |  |  |  |                     |                     |                     |                     |                     |                     |               |               |                          |                          |                          |                          |                          |                          |                 |                 |                 |                 |                 |                 |               |               |  |  |  |  |  |  |  |  |  |  |
|                         |                         |                         |                         |                         |                         |                       |                       |                       |                       |                 |                 |                 |                 |  |  |  |  |  |  |                                               |                                               |                                               |                                               |                                               |                                               |  |  |  |  |  |  |  |  | 야영 책임자 (Yurtchu Bashi)  | 야영 책임자 (Yurtchu Bashi)  | 야영 책임자 (Yurtchu Bashi)  | 야영 책임자 (Yurtchu Bashi)  | 야영 책임자 (Yurtchu Bashi)  | 야영 책임자 (Yurtchu Bashi)  |  |  |  |  | 야영 부대 (Yurtchu) | 야영 부대 (Yurtchu) | 야영 부대 (Yurtchu) | 야영 부대 (Yurtchu) | 야영 부대 (Yurtchu) | 야영 부대 (Yurtchu) |               |               |                          |                          |                          |                          |                          |                          |                 |                 |                 |                 |                 |                 |               |               |  |  |  |  |  |  |  |  |  |  |
|                         |                         |                         |                         |                         |                         |                       |                       |                       |                       |                 |                 |                 |                 |  |  |  |  |  |  |                                               |                                               |                                               |                                               |                                               |                                               |  |  |  |  |  |  |  |  | 야영 책임자 (Yurtchu Bashi)  | 야영 책임자 (Yurtchu Bashi)  | 야영 책임자 (Yurtchu Bashi)  | 야영 책임자 (Yurtchu Bashi)  | 야영 책임자 (Yurtchu Bashi)  | 야영 책임자 (Yurtchu Bashi)  |  |  |  |  | 야영 부대 (Yurtchu) | 야영 부대 (Yurtchu) | 야영 부대 (Yurtchu) | 야영 부대 (Yurtchu) | 야영 부대 (Yurtchu) | 야영 부대 (Yurtchu) |               |               |                          |                          |                          |                          |                          |                          |                 |                 |                 |                 |                 |                 |               |               |  |  |  |  |  |  |  |  |  |  |
|                         |                         |                         |                         |                         |                         |                       |                       |                       |                       |                 |                 |                 |                 |  |  |  |  |  |  |                                               |                                               |                                               |                                               |                                               |                                               |  |  |  |  |  |  |  |  |                              |                              |                              |                              |                              |                              |  |  |  |  |                     |                     |                     |                     |                     |                     |               |               |                          |                          |                          |                          |                          |                          |                 |                 |                 |                 |                 |                 |               |               |  |  |  |  |  |  |  |  |  |  |
|                         |                         |                         |                         |                         |                         |                       |                       |                       |                       |                 |                 |                 |                 |  |  |  |  |  |  |                                               |                                               |                                               |                                               |                                               |                                               |  |  |  |  |  |  |  |  | 전령 (Chavush)               |                              |                              |                              |                              |                              |  |  |  |  |                     |                     |                     |                     |                     |                     |               |               |                          |                          |                          |                          |                          |                          |                 |                 |                 |                 |                 |                 |               |               |  |  |  |  |  |  |  |  |  |  |
|                         |                         |                         |                         |                         |                         |                       |                       |                       |                       |                 |                 |                 |                 |  |  |  |  |  |  |                                               |                                               |                                               |                                               |                                               |                                               |  |  |  |  |  |  |  |  |                              |                              |                              |                              |                              |                              |  |  |  |  |                     |                     |                     |                     |                     |                     |               |               |                          |                          |                          |                          |                          |                          |                 |                 |                 |                 |                 |                 |               |               |  |  |  |  |  |  |  |  |  |  |
|                         |                         |                         |                         |                         |                         |                       |                       |                       |                       |                 |                 |                 |                 |  |  |  |  |  |  |                                               |                                               |                                               |                                               |                                               |                                               |  |  |  |  |  |  |  |  | 간첩 (Sahib Habar)           | 간첩 (Sahib Habar)           | 간첩 (Sahib Habar)           | 간첩 (Sahib Habar)           | 간첩 (Sahib Habar)           | 간첩 (Sahib Habar)           |  |  |  |  |                     |                     |                     |                     | 야수스(Jasus)       | 야수스(Jasus)       | 야수스(Jasus) | 야수스(Jasus) | 야수스(Jasus)            | 야수스(Jasus)            |                          |                          |                          |                          | 자그들(Jagdiul) | 자그들(Jagdiul) | 자그들(Jagdiul) | 자그들(Jagdiul) | 자그들(Jagdiul) | 자그들(Jagdiul) |               |               |  |  |  |  |  |  |  |  |  |  |
|                         |                         |                         |                         |                         |                         |                       |                       |                       |                       |                 |                 |                 |                 |  |  |  |  |  |  |                                               |                                               |                                               |                                               |                                               |                                               |  |  |  |  |  |  |  |  | 간첩 (Sahib Habar)           | 간첩 (Sahib Habar)           | 간첩 (Sahib Habar)           | 간첩 (Sahib Habar)           | 간첩 (Sahib Habar)           | 간첩 (Sahib Habar)           |  |  |  |  |                     |                     |                     |                     | 야수스(Jasus)       | 야수스(Jasus)       | 야수스(Jasus) | 야수스(Jasus) | 야수스(Jasus)            | 야수스(Jasus)            |                          |                          |                          |                          | 자그들(Jagdiul) | 자그들(Jagdiul) | 자그들(Jagdiul) | 자그들(Jagdiul) | 자그들(Jagdiul) | 자그들(Jagdiul) |               |               |  |  |  |  |  |  |  |  |  |  |
|                         |                         |                         |                         |                         |                         |                       |                       |                       |                       |                 |                 |                 |                 |  |  |  |  |  |  |                                               |                                               |                                               |                                               |                                               |                                               |  |  |  |  |  |  |  |  |                              |                              |                              |                              |                              |                              |  |  |  |  |                     |                     |                     |                     |                     |                     |               |               |                          |                          |                          |                          |                          |                          |                 |                 |                 |                 |                 |                 |               |               |  |  |  |  |  |  |  |  |  |  |
|                         |                         |                         |                         |                         |                         |                       |                       |                       |                       |                 |                 |                 |                 |  |  |  |  |  |  |                                               |                                               |                                               |                                               |                                               |                                               |  |  |  |  |  |  |  |  | 내무부장 (Eshik Agasi Bashi) |                              |                              |                              |                              |                              |  |  |  |  |                     |                     |                     |                     |                     |                     |               |               |                          |                          |                          |                          |                          |                          |                 |                 |                 |                 |                 |                 |               |               |  |  |  |  |  |  |  |  |  |  |

### 계보도
| 아크 코윤루 통치자 |

|  |  |                            |                     |                     |                     |                     |                     |  |  |                             |                             |                             |                             |                             |                             |  |  | 페흘라반 베이 바얀두르  |                         |                         |                         |                         |                         |  |  |                                |                                |                                |                                |                                |                                |  |  |                      |                      |                      |                      |                      |                      |  |  |                      |                      |                      |                      |                      |                      |  |  |  |  |  |  |  |  |  |  |  |  |  |  |  |  |  |  |  |  |  |  |  |  |  |  |  |  |  |  |  |  |  |  |  |  |  |  |  |  |
|  |  |                            |                     |                     |                     |                     |                     |  |  |                             |                             |                             |                             |                             |                             |  |  |                         |                         |                         |                         |                         |                         |  |  |                                |                                |                                |                                |                                |                                |  |  |                      |                      |                      |                      |                      |                      |  |  |                      |                      |                      |                      |                      |                      |  |  |  |  |  |  |  |  |  |  |  |  |  |  |  |  |  |  |  |  |  |  |  |  |  |  |  |  |  |  |  |  |  |  |  |  |  |  |  |  |
|  |  |                            |                     |                     |                     |                     |                     |  |  |                             |                             |                             |                             |                             |                             |  |  | 투르 알리 베그          |                         |                         |                         |                         |                         |  |  |                                |                                |                                |                                |                                |                                |  |  |                      |                      |                      |                      |                      |                      |  |  |                      |                      |                      |                      |                      |                      |  |  |  |  |  |  |  |  |  |  |  |  |  |  |  |  |  |  |  |  |  |  |  |  |  |  |  |  |  |  |  |  |  |  |  |  |  |  |  |  |
|  |  |                            |                     |                     |                     |                     |                     |  |  |                             |                             |                             |                             |                             |                             |  |  |                         |                         |                         |                         |                         |                         |  |  |                                |                                |                                |                                |                                |                                |  |  |                      |                      |                      |                      |                      |                      |  |  |                      |                      |                      |                      |                      |                      |  |  |  |  |  |  |  |  |  |  |  |  |  |  |  |  |  |  |  |  |  |  |  |  |  |  |  |  |  |  |  |  |  |  |  |  |  |  |  |  |
|  |  |                            |                     |                     |                     |                     |                     |  |  |                             |                             |                             |                             |                             |                             |  |  | 쿠틀루그 (1378~1389)    |                         |                         |                         |                         |                         |  |  |                                |                                |                                |                                |                                |                                |  |  |                      |                      |                      |                      |                      |                      |  |  |                      |                      |                      |                      |                      |                      |  |  |  |  |  |  |  |  |  |  |  |  |  |  |  |  |  |  |  |  |  |  |  |  |  |  |  |  |  |  |  |  |  |  |  |  |  |  |  |  |
|  |  |                            |                     |                     |                     |                     |                     |  |  |                             |                             |                             |                             |                             |                             |  |  |                         |                         |                         |                         |                         |                         |  |  |                                |                                |                                |                                |                                |                                |  |  |                      |                      |                      |                      |                      |                      |  |  |                      |                      |                      |                      |                      |                      |  |  |  |  |  |  |  |  |  |  |  |  |  |  |  |  |  |  |  |  |  |  |  |  |  |  |  |  |  |  |  |  |  |  |  |  |  |  |  |  |
|  |  |                            |                     |                     |                     |                     |                     |  |  |                             |                             |                             |                             |                             |                             |  |  |                         |                         |                         |                         |                         |                         |  |  |                                |                                |                                |                                |                                |                                |  |  |                      |                      |                      |                      |                      |                      |  |  |                      |                      |                      |                      |                      |                      |  |  |  |  |  |  |  |  |  |  |  |  |  |  |  |  |  |  |  |  |  |  |  |  |  |  |  |  |  |  |  |  |  |  |  |  |  |  |  |  |
|  |  |                            |                     |                     |                     |                     |                     |  |  | 아흐마드 1세 (1389~1403)    | 아흐마드 1세 (1389~1403)    | 아흐마드 1세 (1389~1403)    | 아흐마드 1세 (1389~1403)    | 아흐마드 1세 (1389~1403)    | 아흐마드 1세 (1389~1403)    |  |  |                         |                         |                         |                         |                         |                         |  |  | 카라 율루크 우스만 (1403~1435) | 카라 율루크 우스만 (1403~1435) | 카라 율루크 우스만 (1403~1435) | 카라 율루크 우스만 (1403~1435) | 카라 율루크 우스만 (1403~1435) | 카라 율루크 우스만 (1403~1435) |  |  |                      |                      |                      |                      |                      |                      |  |  |                      |                      |                      |                      |                      |                      |  |  |  |  |  |  |  |  |  |  |  |  |  |  |  |  |  |  |  |  |  |  |  |  |  |  |  |  |  |  |  |  |  |  |  |  |  |  |  |  |
|  |  |                            |                     |                     |                     |                     |                     |  |  | 아흐마드 1세 (1389~1403)    | 아흐마드 1세 (1389~1403)    | 아흐마드 1세 (1389~1403)    | 아흐마드 1세 (1389~1403)    | 아흐마드 1세 (1389~1403)    | 아흐마드 1세 (1389~1403)    |  |  |                         |                         |                         |                         |                         |                         |  |  | 카라 율루크 우스만 (1403~1435) | 카라 율루크 우스만 (1403~1435) | 카라 율루크 우스만 (1403~1435) | 카라 율루크 우스만 (1403~1435) | 카라 율루크 우스만 (1403~1435) | 카라 율루크 우스만 (1403~1435) |  |  |                      |                      |                      |                      |                      |                      |  |  |                      |                      |                      |                      |                      |                      |  |  |  |  |  |  |  |  |  |  |  |  |  |  |  |  |  |  |  |  |  |  |  |  |  |  |  |  |  |  |  |  |  |  |  |  |  |  |  |  |
|  |  |                            |                     |                     |                     |                     |                     |  |  |                             |                             |                             |                             |                             |                             |  |  |                         |                         |                         |                         |                         |                         |  |  |                                |                                |                                |                                |                                |                                |  |  |                      |                      |                      |                      |                      |                      |  |  |                      |                      |                      |                      |                      |                      |  |  |  |  |  |  |  |  |  |  |  |  |  |  |  |  |  |  |  |  |  |  |  |  |  |  |  |  |  |  |  |  |  |  |  |  |  |  |  |  |
|  |  |                            |                     |                     |                     |                     |                     |  |  | 쾨니치 아르슬란 (1453~1457) | 쾨니치 아르슬란 (1453~1457) | 쾨니치 아르슬란 (1453~1457) | 쾨니치 아르슬란 (1453~1457) | 쾨니치 아르슬란 (1453~1457) | 쾨니치 아르슬란 (1453~1457) |  |  | 함자 베그 (1438~1444)   | 함자 베그 (1438~1444)   | 함자 베그 (1438~1444)   | 함자 베그 (1438~1444)   | 함자 베그 (1438~1444)   | 함자 베그 (1438~1444)   |  |  | 알리 (1435~1438)               | 알리 (1435~1438)               | 알리 (1435~1438)               | 알리 (1435~1438)               | 알리 (1435~1438)               | 알리 (1435~1438)               |  |  |                      |                      |                      |                      |                      |                      |  |  |                      |                      |                      |                      |                      |                      |  |  |  |  |  |  |  |  |  |  |  |  |  |  |  |  |  |  |  |  |  |  |  |  |  |  |  |  |  |  |  |  |  |  |  |  |  |  |  |  |
|  |  |                            |                     |                     |                     |                     |                     |  |  | 쾨니치 아르슬란 (1453~1457) | 쾨니치 아르슬란 (1453~1457) | 쾨니치 아르슬란 (1453~1457) | 쾨니치 아르슬란 (1453~1457) | 쾨니치 아르슬란 (1453~1457) | 쾨니치 아르슬란 (1453~1457) |  |  | 함자 베그 (1438~1444)   | 함자 베그 (1438~1444)   | 함자 베그 (1438~1444)   | 함자 베그 (1438~1444)   | 함자 베그 (1438~1444)   | 함자 베그 (1438~1444)   |  |  | 알리 (1435~1438)               | 알리 (1435~1438)               | 알리 (1435~1438)               | 알리 (1435~1438)               | 알리 (1435~1438)               | 알리 (1435~1438)               |  |  |                      |                      |                      |                      |                      |                      |  |  |                      |                      |                      |                      |                      |                      |  |  |  |  |  |  |  |  |  |  |  |  |  |  |  |  |  |  |  |  |  |  |  |  |  |  |  |  |  |  |  |  |  |  |  |  |  |  |  |  |
|  |  |                            |                     |                     |                     |                     |                     |  |  |                             |                             |                             |                             |                             |                             |  |  |                         |                         |                         |                         |                         |                         |  |  |                                |                                |                                |                                |                                |                                |  |  |                      |                      |                      |                      |                      |                      |  |  |                      |                      |                      |                      |                      |                      |  |  |  |  |  |  |  |  |  |  |  |  |  |  |  |  |  |  |  |  |  |  |  |  |  |  |  |  |  |  |  |  |  |  |  |  |  |  |  |  |
|  |  |                            |                     |                     |                     |                     |                     |  |  |                             |                             |                             |                             |                             |                             |  |  | 우준 하산 (1453~1478)   | 우준 하산 (1453~1478)   | 우준 하산 (1453~1478)   | 우준 하산 (1453~1478)   | 우준 하산 (1453~1478)   | 우준 하산 (1453~1478)   |  |  |                                |                                |                                |                                |                                |                                |  |  |                      |                      |                      |                      |                      |                      |  |  | 자한기르 (1435~1438) | 자한기르 (1435~1438) | 자한기르 (1435~1438) | 자한기르 (1435~1438) | 자한기르 (1435~1438) | 자한기르 (1435~1438) |  |  |  |  |  |  |  |  |  |  |  |  |  |  |  |  |  |  |  |  |  |  |  |  |  |  |  |  |  |  |  |  |  |  |  |  |  |  |  |  |
|  |  |                            |                     |                     |                     |                     |                     |  |  |                             |                             |                             |                             |                             |                             |  |  | 우준 하산 (1453~1478)   | 우준 하산 (1453~1478)   | 우준 하산 (1453~1478)   | 우준 하산 (1453~1478)   | 우준 하산 (1453~1478)   | 우준 하산 (1453~1478)   |  |  |                                |                                |                                |                                |                                |                                |  |  |                      |                      |                      |                      |                      |                      |  |  | 자한기르 (1435~1438) | 자한기르 (1435~1438) | 자한기르 (1435~1438) | 자한기르 (1435~1438) | 자한기르 (1435~1438) | 자한기르 (1435~1438) |  |  |  |  |  |  |  |  |  |  |  |  |  |  |  |  |  |  |  |  |  |  |  |  |  |  |  |  |  |  |  |  |  |  |  |  |  |  |  |  |
|  |  |                            |                     |                     |                     |                     |                     |  |  |                             |                             |                             |                             |                             |                             |  |  |                         |                         |                         |                         |                         |                         |  |  |                                |                                |                                |                                |                                |                                |  |  |                      |                      |                      |                      |                      |                      |  |  |                      |                      |                      |                      |                      |                      |  |  |  |  |  |  |  |  |  |  |  |  |  |  |  |  |  |  |  |  |  |  |  |  |  |  |  |  |  |  |  |  |  |  |  |  |  |  |  |  |
|  |  | 우글루 무함마드            | 우글루 무함마드     | 우글루 무함마드     | 우글루 무함마드     | 우글루 무함마드     | 우글루 무함마드     |  |  | 술탄 칼릴 (1478)            | 술탄 칼릴 (1478)            | 술탄 칼릴 (1478)            | 술탄 칼릴 (1478)            | 술탄 칼릴 (1478)            | 술탄 칼릴 (1478)            |  |  | 야쿱 베그 (1478~1490)   | 야쿱 베그 (1478~1490)   | 야쿱 베그 (1478~1490)   | 야쿱 베그 (1478~1490)   | 야쿱 베그 (1478~1490)   | 야쿱 베그 (1478~1490)   |  |  | 막수드                         | 막수드                         | 막수드                         | 막수드                         | 막수드                         | 막수드                         |  |  | 유수프               | 유수프               | 유수프               | 유수프               | 유수프               | 유수프               |  |  | 카심 (1497~1501)     | 카심 (1497~1501)     | 카심 (1497~1501)     | 카심 (1497~1501)     | 카심 (1497~1501)     | 카심 (1497~1501)     |  |  |  |  |  |  |  |  |  |  |  |  |  |  |  |  |  |  |  |  |  |  |  |  |  |  |  |  |  |  |  |  |  |  |  |  |  |  |  |  |
|  |  | 우글루 무함마드            | 우글루 무함마드     | 우글루 무함마드     | 우글루 무함마드     | 우글루 무함마드     | 우글루 무함마드     |  |  | 술탄 칼릴 (1478)            | 술탄 칼릴 (1478)            | 술탄 칼릴 (1478)            | 술탄 칼릴 (1478)            | 술탄 칼릴 (1478)            | 술탄 칼릴 (1478)            |  |  | 야쿱 베그 (1478~1490)   | 야쿱 베그 (1478~1490)   | 야쿱 베그 (1478~1490)   | 야쿱 베그 (1478~1490)   | 야쿱 베그 (1478~1490)   | 야쿱 베그 (1478~1490)   |  |  | 막수드                         | 막수드                         | 막수드                         | 막수드                         | 막수드                         | 막수드                         |  |  | 유수프               | 유수프               | 유수프               | 유수프               | 유수프               | 유수프               |  |  | 카심 (1497~1501)     | 카심 (1497~1501)     | 카심 (1497~1501)     | 카심 (1497~1501)     | 카심 (1497~1501)     | 카심 (1497~1501)     |  |  |  |  |  |  |  |  |  |  |  |  |  |  |  |  |  |  |  |  |  |  |  |  |  |  |  |  |  |  |  |  |  |  |  |  |  |  |  |  |
|  |  |                            |                     |                     |                     |                     |                     |  |  |                             |                             |                             |                             |                             |                             |  |  |                         |                         |                         |                         |                         |                         |  |  |                                |                                |                                |                                |                                |                                |  |  |                      |                      |                      |                      |                      |                      |  |  |                      |                      |                      |                      |                      |                      |  |  |  |  |  |  |  |  |  |  |  |  |  |  |  |  |  |  |  |  |  |  |  |  |  |  |  |  |  |  |  |  |  |  |  |  |  |  |  |  |
|  |  | 아흐메드 2세 (1497)        | 아흐메드 2세 (1497) | 아흐메드 2세 (1497) | 아흐메드 2세 (1497) | 아흐메드 2세 (1497) | 아흐메드 2세 (1497) |  |  | 바이순쿠르 (1490~1492)      | 바이순쿠르 (1490~1492)      | 바이순쿠르 (1490~1492)      | 바이순쿠르 (1490~1492)      | 바이순쿠르 (1490~1492)      | 바이순쿠르 (1490~1492)      |  |  | 술탄 무라드 (1499~1508) | 술탄 무라드 (1499~1508) | 술탄 무라드 (1499~1508) | 술탄 무라드 (1499~1508) | 술탄 무라드 (1499~1508) | 술탄 무라드 (1499~1508) |  |  | 루스탐 (1492~1497)             | 루스탐 (1492~1497)             | 루스탐 (1492~1497)             | 루스탐 (1492~1497)             | 루스탐 (1492~1497)             | 루스탐 (1492~1497)             |  |  | 무함마드 (1497~1499) | 무함마드 (1497~1499) | 무함마드 (1497~1499) | 무함마드 (1497~1499) | 무함마드 (1497~1499) | 무함마드 (1497~1499) |  |  | 알반드 (1497~1504)   | 알반드 (1497~1504)   | 알반드 (1497~1504)   | 알반드 (1497~1504)   | 알반드 (1497~1504)   | 알반드 (1497~1504)   |  |  |  |  |  |  |  |  |  |  |  |  |  |  |  |  |  |  |  |  |  |  |  |  |  |  |  |  |  |  |  |  |  |  |  |  |  |  |  |  |
|  |  | 아흐메드 2세 (1497)        | 아흐메드 2세 (1497) | 아흐메드 2세 (1497) | 아흐메드 2세 (1497) | 아흐메드 2세 (1497) | 아흐메드 2세 (1497) |  |  | 바이순쿠르 (1490~1492)      | 바이순쿠르 (1490~1492)      | 바이순쿠르 (1490~1492)      | 바이순쿠르 (1490~1492)      | 바이순쿠르 (1490~1492)      | 바이순쿠르 (1490~1492)      |  |  | 술탄 무라드 (1499~1508) | 술탄 무라드 (1499~1508) | 술탄 무라드 (1499~1508) | 술탄 무라드 (1499~1508) | 술탄 무라드 (1499~1508) | 술탄 무라드 (1499~1508) |  |  | 루스탐 (1492~1497)             | 루스탐 (1492~1497)             | 루스탐 (1492~1497)             | 루스탐 (1492~1497)             | 루스탐 (1492~1497)             | 루스탐 (1492~1497)             |  |  | 무함마드 (1497~1499) | 무함마드 (1497~1499) | 무함마드 (1497~1499) | 무함마드 (1497~1499) | 무함마드 (1497~1499) | 무함마드 (1497~1499) |  |  | 알반드 (1497~1504)   | 알반드 (1497~1504)   | 알반드 (1497~1504)   | 알반드 (1497~1504)   | 알반드 (1497~1504)   | 알반드 (1497~1504)   |  |  |  |  |  |  |  |  |  |  |  |  |  |  |  |  |  |  |  |  |  |  |  |  |  |  |  |  |  |  |  |  |  |  |  |  |  |  |  |  |
|  |  | 자인 알 아비딘 (1504~1508) |                     |                     |                     |                     |                     |  |  |                             |                             |                             |                             |                             |                             |  |  |                         |                         |                         |                         |                         |                         |  |  |                                |                                |                                |                                |                                |                                |  |  |                      |                      |                      |                      |                      |                      |  |  |                      |                      |                      |                      |                      |                      |  |  |  |  |  |  |  |  |  |  |  |  |  |  |  |  |  |  |  |  |  |  |  |  |  |  |  |  |  |  |  |  |  |  |  |  |  |  |  |  |

## 참고 항목
- 티무르 제국
- 카라 코윤루
- 튀르크멘
- 튀르크멘의 조지아 침공